# Personaggi di Battlestar Galactica
Questa voce contiene un elenco dei personaggi dell'universo immaginario di Battlestar Galactica, costituito da quattro serie televisive, una miniserie, tre adattamenti cinematografici, tre webserie e due film per la televisione.

## Galactica (1978)
La serie televisiva originale andò in onda tra il 1978 e il 1979. Richard Hatch ricevette una candidatura ai Golden Globe come miglior attore in una serie drammatica per l'interpretazione del Capitano Apollo. Nel doppiaggio italiano il Comandante Adama venne rinominato "Adamo", mentre il Tenente Starbuck prese il nome di "Scorpion". Tali nomi vennero ripresi anche nel doppiaggio del sequel del 1980 e nel remake del 2004.

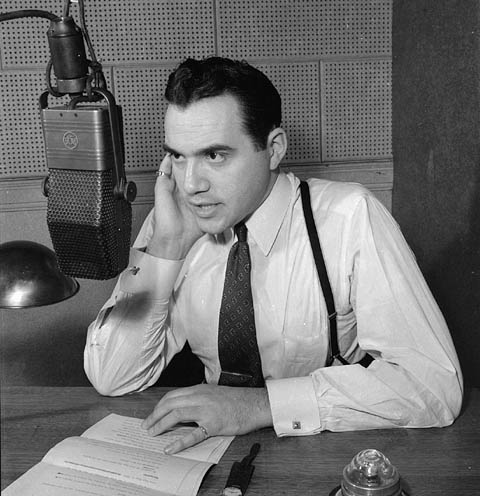
Lorne Greene (nel 1942), interprete del Comandante Adamo

- Comandante Adamo (in originale: Adama), interpretato da Lorne Greene.
- Capitano Apollo, interpretato da Richard Hatch.
- Tenente Scorpion (in originale: Starbuck), interpretato da Dirk Benedict.
- Tenente Boomer, interpretato da Herb Jefferson, Jr.
- Colonnello Tigh, interpretato da Terry Carter.
- Tenente Athena, interpretata da Maren Jensen.
- Boxey, interpretato da Noah Hathaway.
- Medtech Cassiopeia, interpretata da Laurette Spang-McCook.
- Ufficiale Omega, interpretato da David Greenan.
- Caporale Rigel, interpretata da Sarah Rush.
- Tenente Sheba, interpretata da Anne Lockhart.
- Bojay, interpretato da Jack Stauffer.
- Caporale Giles, interpretato da Larry Manetti.
- Tenente Greenbean, interpretato da Ed Begley, Jr..
- Sergente Jolly, interpretato da Tony Swartz.
- Conte Baltar, interpretato da John Colicos.
- Serina, interpretata da Jane Seymour.
- Presidente Adar, interpretato da Lew Ayres.
- Anton, interpretato da Wilfrid Hyde-White.
- Tenente Zac, interpretato da Rick Springfield.
- Tenente Dillon, interpretato da Barry Van Dyke.
- Jamie Hamilton, interpretato da Robyn Douglass.
- Dottor Zee, interpretato da Robbie Rist (episodi 1-3) e da Patrick Stuart (episodi 4-10).
- Brooks, interpretato da Fred Holliday.
- Colonnello Sydell, interpretato da Allan Miller.
- Comandante Xavier, interpretato da Richard Lynch.

## Galactica (1980)
Nel 1980 venne prodotto un sequel della serie originale, interrotta dopo una sola stagione a causa degli elevati costi di produzione, della quale vennero mantenuti solo alcuni personaggi principali, tra cui il Comandante Adamo, il Tenente Boomer e Boxey (ora chiamato Troy). Dirk Benedict, interprete del Tenente Scorpion, apparve solo in uno dei dieci episodi trasmessi.
- Comandante Adamo (in originale: Adama), interpretato da Lorne Greene.
- Dottor Zee, interpretato da Robbie Rist (episodi 1-3) e da Patrick Stuart (episodi 4-10).
- Capitano Troy, interpretato da Kent McCord.
- Tenente Dillon, interpretato da Barry Van Dyke.
- Jamie Hamilton, interpretato da Robyn Douglass.
- Colonnello Boomer, interpretato da Herb Jefferson Jr..
- Comandante Xavier, interpretato da Richard Lynch.
- Maggiore Harvey Jensen, doppiato da Allan Miller.
- Colonnello Jack Sydell, interpretato da Allan Miller.
- Brooks, interpretato da Fred Holliday.

## Battlestar Galactica (2003-2009)
La miniserie televisiva Battlestar Galactica del 2003 e l'omonima serie televisiva, trasmessa dal 2004 al 2009, di cui costituisce un backdoor pilot, vennero concepite come remake della serie originale del 1978. I personaggi vengono presentati per la prima volta con nome e cognome; alcuni di loro, come il Tenente Scorpion e il Tenente Boomer, sono stati riadattati a ruoli femminili. Richard Hatch, che interpretò il Capitano Apollo nella serie originale, riveste i panni del terrorista Tom Zarek.

### William Adamo

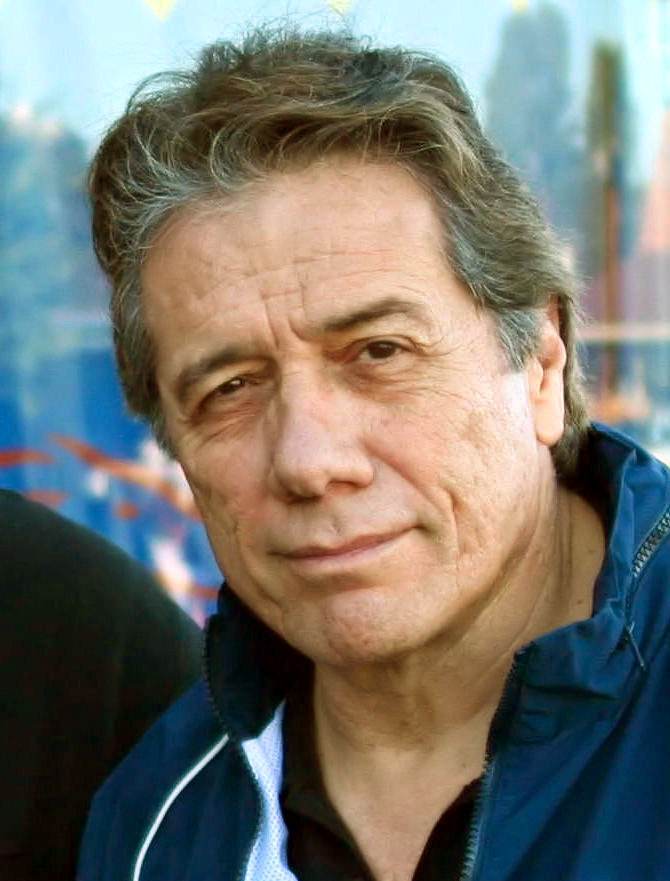
Edward James Olmos interpreta William Adamo

William "Husker" Adamo (Adama nella versione originale) è interpretato da Edward J. Olmos nella miniserie Battlestar Galactica del 2003 e nella serie televisiva omonima; è inoltre interpretato da Nico Cortez nel film TV Razor, e da Markus Towfigh nell'ultimo episodio della serie televisiva Caprica. È la rivisitazione del personaggio del Comandante Adamo della serie televisiva originale del 1978.
William Adamo nasce a Qualai, su Caprica, nel 57 BCH da Joseph Adamo e dalla sua seconda moglie Evelyn. All'inizio della Prima guerra cylone stava ancora frequentando la scuola e veniva considerato basso per la sua età. Ha servito verso la fine della guerra come pilota di Raptor e Viper e la sua prima assegnazione fu il Galactica. Dopo la guerra ha sposato Carolanne Adamo, la cui famiglia aveva influenza politica sui militari e spinse per reinserire Adamo nella Flotta Coloniale. Adamo è l'ufficiale comandante dell'astronave Battlestar Galactica ed è il padre del Capitano Lee Adamo, detto Apollo. Come conseguenza della morte dell'Ammiraglio Negala, all'inizio dell'attacco dei Cyloni, egli diviene anche il comandante in capo della flotta, sotto la giurisdizione del Presidente delle Dodici Colonie. Subito dopo l'attacco è intenzionato a combattere la guerra contro i Cyloni ma il Presidente Laura Roslin lo convince che la guerra è persa e che la cosa più saggia da fare è scortare la flotta dei sopravvissuti verso una nuova patria. Alla fine della quarta stagione si sistemerà sulla Terra dove costruirà una casa su una collina e vivrà in pace gli ultimi anni.
Durante l'attacco cylone è sulla via del pensionamento, ed è ospite d'onore alla cerimonia del Galactica, astronave pronta a diventare un museo. Insieme alla Presidente Roslin dirige la Flotta Coloniale e ne prende il comando militare, salvando numerose astronavi dalla distruzione (miniserie). Viene ferito gravemente alla fine della prima stagione da un colpo di pistola infertogli da Sharon Valerii, ed entra in coma lasciando l'astronave nel caos. Al risveglio riprende il Comando dell'astronave, ma si schiera contro il gruppo di ribelli guidato tra gli altri dal figlio Lee, il Presidente Roslin e il Tenente Scorpion. Successivamente decide di riunire la Flotta Coloniale e di appoggiare l'obiettivo dei ribelli di raggiungere la Tomba di Atena su Kobol, e trovare così una rotta verso la Terra. Quando il Galactica incontra e si unisce con l'astronave Pegasus, Adamo deve sottostare al comando dell'Ammiraglio Cain, ma con la morte di quest'ultima viene promosso Ammiraglio. Con la colonizzazione di New Caprica e il successivo attacco cylone, si schiera dalla parte dei ribelli, ma per salvare se stesso e il Galactica è costretto a restare in orbita insieme al figlio Lee. Dopo mesi riesce finalmente ad organizzare una spedizione di soccorso e, coadiuvato dalle forze della Resistenza, porta in salvo centinaia di civili e militari bloccati sul pianeta dalla polizia cylone. Quando Gaius Baltar, colpevole di aver agevolato l'insediamento cylone su New Caprica, viene catturato e incarcerato sul Galactica, Adamo propone inizialmente l'uso di allucinogeni per estorcergli una confessione, ma successivamente accetta che abbia luogo un regolare processo. Il figlio Lee decide di agire nella neutralità e aiutare l'avvocato difensore di Baltar, riuscendo infine a far scagionare lo scienziato da ogni accusa. Padre e figlio hanno un duro confronto, ma in seguito si riconciliano, e Adamo regala ad Apollo i libri di legge di suo nonno, l'avvocato Joseph Adamo. Poco dopo Adamo fa fatica a superare la presunta morte di Kara Thrace; al miracoloso ritorno di quest'ultima, accertata la sua natura umana, Adamo le affida l'astronave Demetrius e una ciurma con cui tentare di raggiungere la Terra.

### Laura Roslin

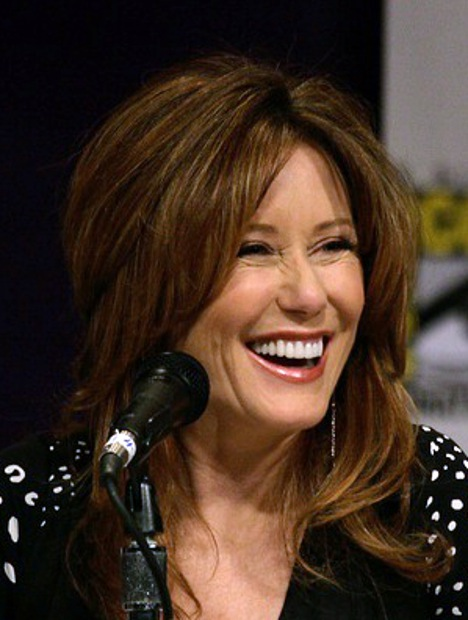
Mary McDonnell interpreta Laura Roslin.

Laura Roslin (Mary McDonnell, doppiata da Roberta Greganti). Il personaggio non ha alcuna controparte nella serie televisiva originale, venne appositamente creato per il remake.
Laura Roslin iniziò la sua carriera politica come Segretaria all'Istruzione sotto il governo del Presidente Richard Adar; i due hanno un rapporto amichevole, nonché amoroso, poiché la Roslin lavorava con lui sin da quando era sindaco di Caprica. Quando Adar decise di impiegare le forze armate contro gli insegnanti che protestavano, la Roslin si oppose e riuscì a far cessare la protesta, promettendo che il governo avrebbe ascoltato le critiche. Decisamente contrariato, il Presidente le impose le dimissioni, ma lei, che sarebbe dovuta partire per il Galactica, gli promise che al suo ritorno avrebbe combattuto per la carica. Poco prima di partire, la Roslin fu informata di essere malata di cancro al seno. Nonostante gli avvertimenti del suo medico, ella partì per partecipare alla cerimonia di "pensionamento" del Galactica. Dopo la festa, durante il ritorno su Caprica, le giunsero le notizie dell'attacco cylone e della Caduta delle Dodici Colonie. Essendo morti il Presidente, il Vicepresidente delle Dodici Colonie e tutti i membri del governo, la Roslin fu nominata Presidente delle Dodici Colonie dalla sacerdotessa Elosha. A bordo del Colonial One, ella si mise alla ricerca di altri profughi. Ricongiuntasi con il Galactica con un gran numero di sopravvissuti, la Roslin riuscì a convincere il Comandante Adamo a desistere dal voler combattere a tutti i costi i Cyloni, superiori di numero, e a partire invece alla ricerca di salvezza e di un'altra galassia dove poter sopravvivere. Durante il viaggio, nonostante i rapporti spesso freddi con il comandante del Galactica, la Roslin gestì magistralmente il lato civile e politico della Flotta Coloniale. Volendo ridare vita al governo delle Dodici Colonie, la Roslin istituì un nuovo Consiglio dei Dodici, ovvero l'assemblea dei rappresentanti delle Colonie, cui prese parte anche il terrorista Tom Zarek in rappresentanza di Sagittarion. Il primo emendamento fu l'elezione del Vicepresidente delle Dodici Colonie, carica cui Zarek aspirava, ma che fu ottenuta invece dal dottor Gaius Baltar, sostenitore della Roslin. Il carisma e la lungimiranza della Roslin in politica furono però accompagnate da una estrema crudeltà verso i Cyloni, di cui ideò l'uccisione mediante espulsione dal portello di scarico delle navi su cui venivano trovati.
Adamo aveva promesso ai sopravvissuti delle Dodici Colonie di condurli sul pianeta Terra, dove tutto aveva avuto inizio. Fu però la Roslin che, a seguito di una serie di visioni, si rivelò essere la guida dell'umanità, confermata da Elosha. Perciò, quando Kara Thrace rubò un caccia Cylone, la Roslin la convinse a tornare a Caprica e recuperare la Freccia di Apollo, che avrebbe indicato agli uomini la strada da Kobol alla Terra. Il piano del Presidente andava però contro quello del Comandante Adamo, che voleva inviare il caccia a distruggere un incrociatore nemico in orbita intorno a Kobol. Quando Scorpion partì per Caprica, Adamo fece arrestare la Roslin per aver sobillato l'ammutinamento a bordo del Galactica e la depose dall'incarico. Quando Adamo venne ferito da Numero Otto, Lee Adamo e parte dell'equipaggio del Galactica la aiutarono a fuggire e a ricongiungersi con il Consiglio dei Dodici, proprio mentre il Colonnello Taigh proclamava la legge marziale. La Roslin si recò su Kobol assieme a Lee Adamo, Tom Zarek, Kara Thrace con la Freccia di Apollo e al nuovo Numero Otto. Raggiunta da Adamo, finalmente guarito e pentito delle sue azioni, ella riuscì a trovare la Tomba di Atena e a tracciare una labile e insicura strada per la Terra. Finalmente riunita la Flotta Coloniale, Adamo sciolse la legge marziale e reintegrò il legittimo governo.
Proprio mentre il Galactica veniva raggiunto dalla Pegasus, le condizioni della Roslin degenerarono. Ella rimase cosciente abbastanza per assistere alla morte dell'Ammiraglio Cain e a proclamare Adamo nuovo ammiraglio. Ormai in fin di vita e in serio pericolo di morte, la Roslin venne portata a bordo del Galactica, dove però le sue condizioni rivelarono che aveva pochi giorni di vita. Venne salvata solamente dal dottor Gaius Baltar, che scoprì che il feto di Sharon, incinta del figlio di Karl Agathon, aveva delle proprietà curative per il cancro. Tutto questo durerà fino alla fine delle stagioni televisive quando poi, come aveva predetto la profezia di Pythia, scoprirà che il cancro si è riformato nuovamente e lei, leader morente, giungerà sul pianeta che tutti hanno sognato e rincorso ma che solo grazie a "Hera", la figlia di Athena e Helo, e a Scorpion, ritornata alla vita dopo la morte sotto forma di messaggero divino, verrà trovato dalla flotta coloniale. Ella verrà sepolta dal suo amato William Adamo, vicino al luogo da lui scelto per costruire la casa che avrebbe tanto desiderato.

### Kara Thrace

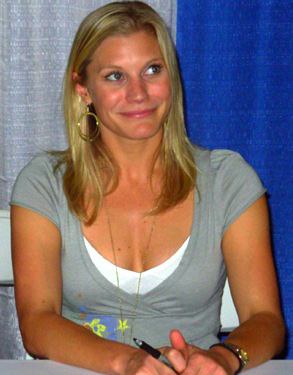
Katee Sackhoff interpreta Kara Thrace

Kara "Scorpion" Thrace – "Starbuck" in originale – (Katee Sackhoff, doppiata da Laura Romano). Tenente della Flotta Coloniale ed eccellente pilota di Viper, Kara ricalca alcune abitudini ed atteggiamenti (come ad esempio il vizio del sigaro) del Tenente Scorpion della serie televisiva originale.
Figlia di un padre assente e di una madre abusatrice, Kara lascia la famiglia e si arruola nell'esercito. Da giovane coltiva la passione del dipinto e diventa giocatrice di Pyramid, finché un incidente al ginocchio la porta ad occuparsi esclusivamente di pilotaggio di Viper. Anni prima degli eventi narrati nella miniserie, intraprende una relazione segreta con Zak Adamo, figlio del Comandante Adamo e suo allievo di volo. Al momento dell'esame Kara decide di promuoverlo, nonostante Zak non sia ancora pronto e non abbia abilità tecniche sufficienti. Quando il ragazzo muore in seguito a un incidente di volo, Kara ne rimane sconvolta e mantiene segreto il senso di colpa.
Durante l'attacco dei cyloni si trova sul Galactica, che sta per essere chiusa e trasformata in un museo (miniserie). È devota agli dei di Kobol e leale al Presidente Roslin, che le ordina di fare ritorno a Caprica per recuperare la Freccia di Apollo, un prezioso oggetto che avrebbe la capacità di mostrare la via verso la tredicesima colonia, la Terra. Giunta su Caprica, Kara incontra Helo, a cui si unisce nella fuga, e una cinquantina di soldati capitanati da Samuel Anders che hanno formato un gruppo di resistenza. Dopo essere stata ferita e rapita dai cyloni durante un'imboscata, viene salvata e insieme ad Helo fa ritorno alla Flotta Coloniale, portando con sé la Freccia di Apollo. Si unisce quindi al gruppo di ammutinati comandato dal Presidente Roslin, che si reca a Kobol alla ricerca della Tomba di Atena. L'Ammiraglio Cain della Pegasus, riconosciute le abilità militari di Kara, decide di promuoverla a Capitano e di metterla al comando dei piloti della sua astronave. Nel finale della seconda stagione completa con successo la missione di recupero nei confronti dei membri della Resistenza rimasti su Caprica. Un anno dopo vive a New Caprica City ed è sposata con Samuel Anders. Quando New Caprica viene attacca dai cyloni, Kara viene tenuta prigioniera da Leoben (un modello di cylone Numero Due), che le profetizza di avere un «destino speciale». Tornata sul Galactica, Kara è tormentata dalle visioni di Leoben e dai ricordi della madre risalenti alla sua infanzia. Durante una missione di pattugliamento rimane intrappolata nella corrente gravitazionale di un pianeta ed esplode insieme al suo Viper. Mesi dopo Kara riappare miracolosamente, all'interno di un Viper intatto. È convinta di essere stata via solo poche ore, e sostiene di aver visitato la Terra e di potervi condurre l'intera Flotta. La natura umana di Kara viene fortemente dubitata, ma l'Ammiraglio Adamo decide comunque di affidarle il comando di un'astronave, la Demetrius, con cui tentare di raggiungere la Tredicesima Colonia seguendo il suo istinto. Kara rintraccia una Base nemica e si accorda con quattro Cyloni ribelli, che sostengono di volersi alleare con gli umani nella ricerca della Terra.

### Lee Adamo
Lee "Apollo" Adamo – Adama in originale – (Jamie Bamber, doppiato da Alessandro Quarta). È la revisitazione del Capitano Apollo, figlio del Comandante Adamo e fratello di Zac, della serie televisiva originale.
Lee è nato da William Adamo, un veterano della Prima guerra del Cylone, e da sua moglie, Carolanne Adama. Aveva anche un fratello minore, Zak Adamo. Il loro padre incoraggiava fortemente entrambi i ragazzi ad entrare nella Flotta Coloniale e diventare piloti di Viper. Sfortunatamente, Zak non era un pilota naturale come suo fratello e suo padre, e fu ucciso in un incidente dopo essere stato premiato con il miglior giudizio dal suo istruttore di volo e sua fidanzata, l'allora tenente Kara Trace. La morte di Zak complicò il rapporto tra Lee e suo padre, rapporto che sarebbe stato guarito solo due anni dopo, dopo la Caduta delle Dodici Colonie.
Al momento dell'attacco dei Cylone sulle Dodici Colonie, Lee Adamo è un Capitano nella Riserva della flotta coloniale con il segnale di chiamata "Apollo". È un ospite speciale alla cerimonia di smantellamento del Galactica, comandata da suo padre. Dopo che il maggiore Jackson "Ripper" Spencer, il CAG della Galactica (comandante del gruppo aereo) viene ucciso in battaglia, Lee Adama diventa pilota senior , quindi si unisce all'equipaggio della Galactica e diventa il suo CAG.
Il rapporto teso di Lee Adamo con suo padre lo fa anche diventare un forte sostenitore della presidente coloniale Laura Roslin, che spesso si scontra con William Adamo. Roslin, che non conosce i militari, nomina Lee Adamo come suo consigliere personale.
All'inizio della loro relazione, la presidente Laura Roslin si riferiva spesso a Lee Adamo come "Capitan Apollo". Una volta Lee la corresse, affermando che "Apollo" era il suo segnale di chiamata, ma il presidente Roslin rispose "Il Capitano Apollo ha un bel suono". Dopo essersi unito all'equipaggio della Galactica, Apollo era un po' un outsider, ma dopo essersi dimostrato in diverse missioni, oltre al "figlio del vecchio", si guadagnò il rispetto dei suoi compagni di piloti e presto divenne uno dei membri dell'equipaggio.
Quando Kara Thrace scompare dopo essere stata abbattuta su una luna rossa , Lee è in prima linea nella ricerca del pilota scomparso. Alla fine Lee e suo padre sono costretti ad abbandonare la ricerca di Starbuck dopo che il presidente Roslin li ha avvertiti su come stanno mettendo i sentimenti personali al di sopra del bene della flotta. Fortunatamente, Starbuck è in grado di tornare al Galactica usando un Cylon Raider che ha abbattuto. L'incidente cementa il legame padre-figlio tra William Adama e il figlio sopravvissuto. Lee domanda per quanto tempo suo padre lo avrebbe cercato, se fosse scomparso, a cui l'anziano Adama risponde, "Se fossi stato tu, non andremmo mai via."
Lee fa parte della squadra d'assalto inviata dall'allora Comandante Adama al Coloniale Unp per porre fine alla presidenza di Laura Roslin dopo aver incoraggiato Kara Thrace a scappare con un Cylon Raider catturato. A bordo di Coloniale Uno, Lee cambia idea, dichiarando che non vale la pena sacrificare la democrazia. Punta la pistola al colonnello Saul Tigh. Tigh prende il controllo della situazione dopo che la Roslin si è arresa ed è in grado di prendere in custodia sia Roslin che Lee.
Lee è presente nel CIC della Galactica poco dopo, quando l'infiltrato Cylone conosciuto come Sharon "Boomer" Valerii spara al comandante Adama due volte al petto; nonostante il suo disaccordo con suo padre sulla deposizione della Roslin, cerca di confortare suo padre dopo essere stato colpito.Su ordine di Tigh, Lee viene trascinato fisicamente via da suo padre e gettato in prigione. Avendo bisogno dei servizi di Lee come CAG, Tigh rilascia successivamente Lee su parole. Lee eseguirà i suoi compiti come prima, e ritornerà in prigione quando non sarà in servizio.
Nondimeno, Lee interrompe la sua libertà condizionale dopo che la leadership di Tigh ha compiuto una svolta disastrosa e ha provocato morti tra i civili. Aiuta la Roslin a guidare una flotta separatista a Kobol. Dopo che il comandante Adama e il presidente Roslin si sono impegnati personalmente a guarire le divisioni della flotta, Lee torna in servizio su Galactica. Lee è una delle cinque persone che vedono in prima persona la mappa per la Terra nella Tomba di Atena su Kobol.
Dopo che la BaseStellare Pegasus si è unita alla flotta, Lee viene temporaneamente trasferito alla Pegasus e viene persino retrocesso a tenente. Tutte queste disgrazie si sono invertite dopo il successo dell'attacco alla nave Cylon Resurrection, la morte dell Ammiraglio Helena Cain e la promozione di suo padre alla carica.
Mentre è in ferie sul transatlantico di lusso Cloud 9, Lee viene accidentalmente colpito da Kara Thrace durante un salvataggio di ostaggi . Prende quasi un mese per riprendersi da questa ferita, durante la quale viene promosso a maggiore e consuma il suo rapporto a lungo bollente con Anastasia Dualla. Viene assegnato alla Pegasus per assistere il nuovo ufficiale comandante, Barry Garner. Dopo aver comandato con successo la nave durante un attacco a sorpresa ai Cyloni in cui è stato ucciso Garner, Lee viene rapidamente promosso da Maggiore a Comandante e gli viene dato il comando della Pegasus.
Poco prima delle elezioni presidenziali tra la Roslin e Baltar, la flotta scopre un pianeta abitabile all'interno di una nebulosa, presumibilmente al sicuro dalla scoperta dei Cyloni, che si chiama New Caprica. Dopo che Gaius Baltar vince le elezioni presidenziali, ordina la creazione di insediamenti permanenti sul pianeta. La Galactica e la Pegasus iniziano una monotona pattuglia di difesa orbitale.
Mesi dopo, Lee e Kara Thrace si ubriacano a una festa per celebrare la cerimonia inaugurale della prima palata di terra su New Caprica. Fanno l'amore, dichiarano il loro amore gli uni per gli altri e si addormentano insieme; tuttavia, Kara si sveglia prima e se ne va. Quando Lee si sveglia e torna al villaggio, trova Kara che ha sposato Samuel Anders. Questo tradimento provoca una rottura nel rapporto tra Adama e Trace. Prende a mangiare troppo e ingrassa molto, inoltre sposa il suo nuovo primo ufficiale, Anastasia Dualla, ora tenente di grado Junior.
Otto mesi dopo i Cyloni trovano New Caprica e prendono il controllo dei coloni. Con solo un equipaggio ridotto, Lee è costretto a fuggire con il resto della flotta sperando di tornare di nuovo per combattere i Cylon e salvare la popolazione civile.
Quattro mesi dopo, mentre il Galactica e la Pegasus stavano progettando di salvare i civili intrappolati su New Caprica, anche l'impatto psicologico dell'anno scorso è evidente: dopo essere stato in gran forma fisica, Lee è diventato sovrappeso, sentimentale e "morbido" , al punto in cui interferisce con la sua capacità di comandare la Pegasus. Quando viene stabilito il contatto con il movimento di resistenza su New Caprica,a Lee viene ordinato da suo padre di prendere il Pegaso e continuare la ricerca della Terra mentre la Galactica tenta di liberare il pianeta. Quando Galactica è vicino alla distruzione, Lee e la Pegasus vengono in soccorso, dando tempo alla nave di suo padre di saltare fuori. Sotto il pesante fuoco di quattro Cylon Basestars, il Pegasus è gravemente danneggiato, avendo lasciato i suoi Viper per difendere il resto della flotta. Lee ordina all'equipaggio di abbandonare la nave, dicendo "Grazie" alla sua nave proprio mentre si allontana. Il Pegasus si schianta su una basestar Cylone, distruggendo istantaneamente entrambe le navi, e un grosso pezzo di relitto danneggia o distrugge una seconda basestar.
Il primo ruolo di Lee dopo il salvataggio della popolazione civile sembra essere collegato alla conduzione di una specie di conteggio o di censimento dei civili salvati. È in questa veste che nota che alcuni sopravvissuti confermati sono scomparsi, essendo stati giustiziati da The Circle per aver collaborato con i Cyloni. Torna quindi al ruolo di CAG del Galactica, con il grado di maggiore. Dopo un duro allenamento fisico, perde l'eccesso di peso accumulato durante l'anno precedente e chiede al capitano Karl "Helo" Agathon di ricordargli di non lasciarsi mai più andare così.
Lee sostiene l'uso di Cyloni catturati infettati da un ceppo di encefalite linfocitica come armi biologiche per sterminare la razza Cylone. Il suo piano è approvato dal presidente Roslin, ma viene contrastato dal capitano Karl "Helo" Agathon, all'epoca ufficiale esecutivo della Galactica.
La forza rinnovata del suo legame con suo padre viene mostrata quando suo padre sceglie di confessare a Lee le sue paure che potrebbe aver inavvertitamente provocato l'assalto dei Cyloni sulle Colonie.
Tuttavia, questa relazione padre-figlio si affievolisce dopo la morte di Kara Thrace, che Lee ha amato e che Adama considerava più simile a una figlia. Mentre entrambi si addolorano, Lee è visibilmente scosso dalla morte, mentre Adama fa del suo meglio per superarlo. Quando Adama si rende conto che suo figlio è diventato sconvolto dalla sua morte, lo allontana dal servizio di volo, assegnando a Lee l'incarico di dirigere i dettagli della sicurezza per l'avvocato difensore di Gaius Baltar, il cui processo Adama considera poco più che un esercizio di pubbliche relazioni . Lee sospetta che suo padre sia iperprotettivo, non desiderando di perderlo come ha fatto con Kara. Dopo due tentativi di omicidio sull'ultimo avvocato di Baltar, Romo Lampkin, viene scoperto il colpevole. Adama poi reintegra Lee come CAG, non volendo esporlo ai pericoli di più potenziali tentativi di assassinio. Lee, tuttavia, è diventato molto interessato alla legge coloniale a questo punto, dopo aver letto alcuni dei libri di legge di suo nonno, e crede che potrebbe aiutare Lampkin a preparare il caso. Adama resiste, ma Lee si rifiuta di riprendere i suoi doveri come CAG e si unisce al team legale.
All'inizio del processo, l'Ammiraglio Adama è furioso nel constatare che Saul Tigh, ora un testimone, è costretto ad ammettere di aver ucciso sua moglie su New Caprica. Incolpa Lee, credendo che suo figlio abbia dato le informazioni a Lampkin. Adama vuole che Lee smetta di aiutare Baltar, ma Lee rifiuta, alla fine rinunciando alla sua commissione dopo che Adama afferma apertamente che Lee non ha integrità, e che è "un vigliacco" per aver presumibilmente lasciato che Romo interrogasse Saul.
Mettendo l'uniforme alle sue spalle, Lee inizia a considerare il processo più come un esercizio di giustizia piuttosto che come una prova di un uomo specifico, e riprende personalmente il controinterrogatorio della Presidente Laura Roslin, confrontandola con il suo rinnovato uso di estratto di chamalla, composto che lei sostiene sia un trattamento per la sua ricaduta del cancro. Questa mossa, pur giustificata nella mente di Lee per preservare la giustizia nella flotta, mette ulteriormente a dura prova la sua relazione con suo padre e la Roslin e motiva sua moglie, Dualla, a lasciarlo definitivamente.
Dopo la deposizione di Laura, Lee è l'ultimo testimone chiamato, in seguito allo spergiuro di Felix Gaeta nel dichiarare che il presidente Baltar ha volontariamente firmato un mandato di esecuzione di massa. Lee proclama in tribunale che quasi tutti coloro che occupano posizioni di potere in tutta la flotta, compreso se stesso, sono colpevoli di omicidio e tradimento in una certa misura; poiché Baltar è ampiamente insultato nella società della flotta, la civiltà umana sta facendo da capro espiatorio all'ex presidente nel tentativo di eliminare la sua colpa e la sua vergogna. Alla fine, Lee si rende conto di essere stato manipolato da Lampkin, che con audacia predisse a Baltar di non avere un alleato più grande di un figlio che cercava di fuggire dall'ombra di suo padre.
Dopo l'assoluzione di Baltar, la Flotta viene nuovamente scoperta dai Cyloni. Nonostante abbia rinunciato alla sua commissione, Lee indossa una tuta di volo per aiutare a difendere la flotta dai Cyloni. Mentre è in volo, nota qualcosa sulla sua ala, che scopre essere un Viper, pilotata da Kara Thrace. Lei procede per dirgli "Va tutto bene, non esagerare, sono davvero io, sono stata sulla Terra, so dov'è, e ci porterò lì".
Mentre rivede il filmato della sua macchina da presa, Lee dice a suo padre che dal processo di Baltar, sente di poter fare di più al di fuori dell'esercito, anche se suo padre si offre di restituire le ali. Adama è visibilmente turbato ma alla fine concede i desideri di suo figlio.
Alla festa di "raduno" di Lee, beve diversi toast al Galactica, ai suoi amici, all Ammiraglio Adama, alla Flotta e "agli amici assenti". Mentre lascia la Galactica, i piloti e il personale del Comando lo salutano mentre sale a bordo del Raptor portandolo fuori dalla nave. Dualla gli regala le ali di Viper in una cornice e, mentre la abbraccia, dice "Beh, sembra che tu abbia la casa".
Lee inizia la sua carriera politica come delegato di Caprica nel Quorum dei Dodici. Dopo la scomparsa del presidente Roslin a bordo della base dei Cyloni, Lee cerca un candidato presidenziale alternativo a Zarek ancora in corsa. Dopo un teso confronto con un disperato Romo Lampkin, durante il quale viene informato della sua nomina con una pistola alla testa, Lee accetta la sua candidatura. A bordo del Colonial One, Lee Adama viene inaugurato come Presidente facente funzioni delle Dodici Colonie di Kobol.
Dopo il ritorno di suo padre a Galactica, il presidente Adama si trova di fronte a una crisi ostaggio istigata dal Cylone D'Anna. Esige che i quattro Cyloni all'interno della flotta coloniale si rivelino e si dirigano verso la nave da guerra Ribelle; fino a quel momento, un ostaggio coloniale sulla nave base sarebbe stato ucciso ogni 15 minuti.
Il crollo nervoso di suo padre alla luce della confessione di Tigh ha dato a Lee il sopravvento. Entro breve tempo, aveva tre degli ultimi cinque in piedi in una camera di prigionia. D'Anna fu spinta disperatamente in un angolo e si preparò a mettere a bomba la flotta civile; lo scontro sembrava senza speranza fino a quando Starbuck non si presentò con le coordinate sulla Terra. Lee riteneva che la divulgazione delle informazioni servisse solo a prolungare una guerra inutile, quindi condivise la scoperta con D'Anna.
L'arrivo sulla Terra della Flotta fu un'esperienza dolceamara per Adama. La gioia, l'euforia e il sollievo si trasformarono rapidamente in sgomento e orrore nel vedere un paesaggio urbano devastato.
Dopo il ritorno a Galactica, Lee e la sua ex-moglie Anastasia Dualla condividono una riconciliazione e fanno un "appuntamento". Dopo che Lee se ne va, Dualla si spara, desiderando aggrapparsi alla riconciliazione come al suo ultimo ricordo.
Sulla scia del fallito colpo di Stato di Tom Zarek, Lee è nominato Vice Presidente delle Colonie dalla Presidente Laura Roslin, e viene chiarito che mentre lei manterrà il titolo di Presidente, Lee gestirà il carico maggiore.
Quando l'Ammiraglio Adama decide di condurre una possibile missione di salvataggio a senso unico per Hera e chiede volontari, Lee è il primo a farsi avanti. Conduce una delle squadre d'assalto direttamente nella Colonia per recuperare Hera e riesce a riportarla in salvo alla Galactica. Quando la flotta raggiunge la seconda Terra, Lee è quello che propone ai sopravvissuti di abbandonare le loro navi e la loro tecnologia e cogliere l'occasione per rompere il ciclo di violenza e iniziare la vita con una lavagna pulita. I sopravvissuti accettano il piano e lasciano volentieri distruggere la flotta mentre si stabiliscono sulla Terra con nient'altro che i vestiti sulla schiena e le scorte che possiedono. Con una nuova possibilità di vita, Lee esprime interesse per l'esplorazione del nuovo pianeta.

### Gaius Baltar

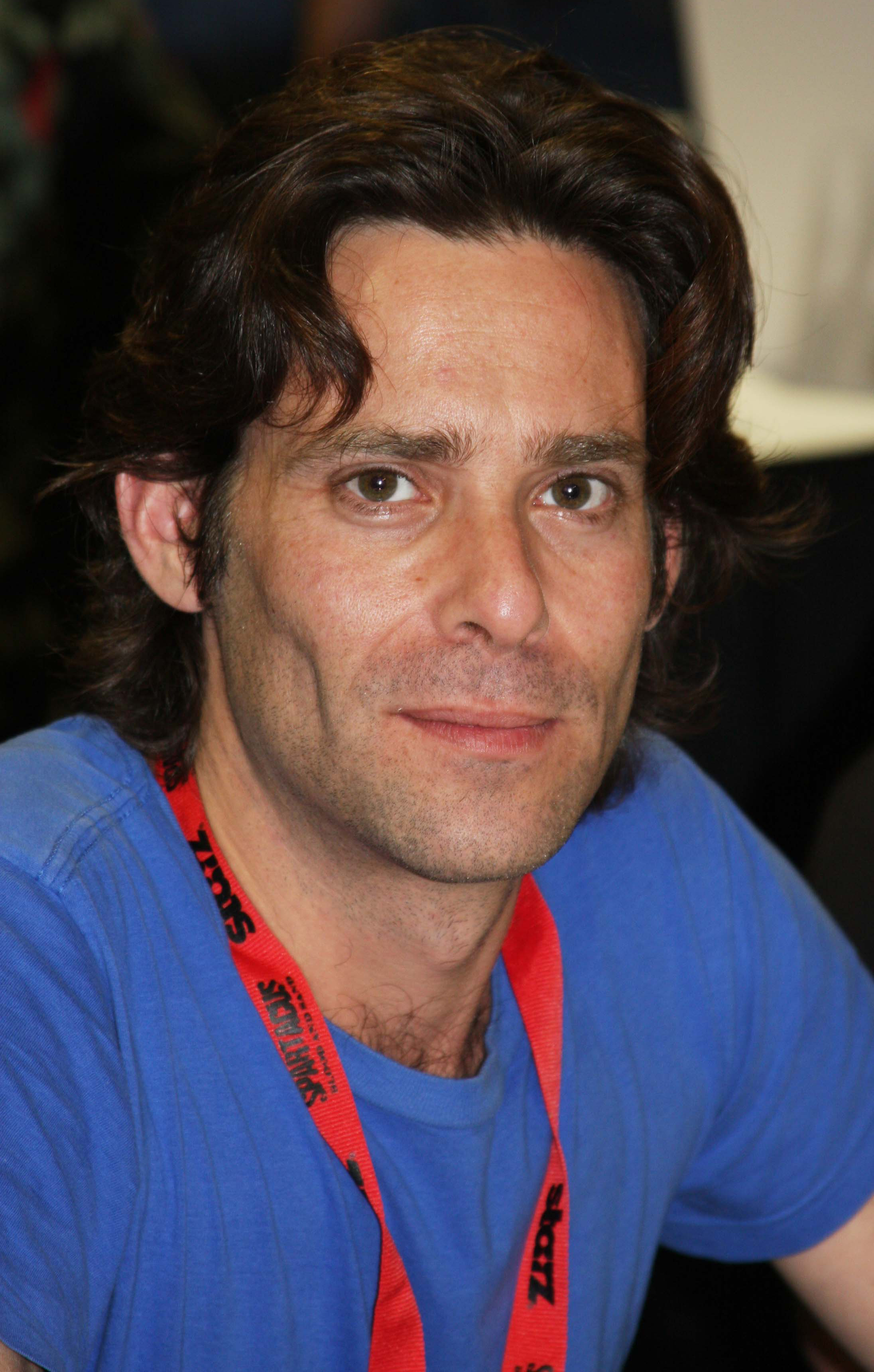
James Callis interpreta Gaius Baltar

Gaius Baltar è interpretato da James Callis nella miniserie del 2003 e nella serie televisiva del 2004. È l'inconsapevole corresponsabile del genocidio della razza umana, perpetrato dai Cyloni. Narcisista, egocentrico, egoista, incline al tradimento e con un debole per le donne. Sono queste le caratteristiche iniziali del personaggio di Gaius Baltar. Fra i più importanti scienziati dell'universo, le sue opinioni saranno inizialmente molto rispettate e prese in considerazione sul Galactica, spesso anche per il modo teatrale con cui Gaius riesce a vendere le proprie parole. Padronanza di linguaggio che in più di un'occasione sarà la sua arma di salvezza. Inizialmente ateo, con il passare del tempo comincerà a credere in Dio, fino a fondare un movimento monoteista.
Gaius Baltar nasce nella colonia di Aerilon, un grande pianeta agricolo conosciuto come "il cestino di cibo delle 12 colonie". Nacque e visse in un caseificio al di fuori del comune di Cuffle's Breath Wash. All'età di 10 anni, capì che il dialetto di Aerilon poteva essere dannoso per i suoi sogni di carriera, e si allenò per acquisire il dialetto di Caprica nella speranza che un giorno potesse essere considerato un cittadino di una delle colonie più rispettate e ricche. Al compimento di 18 anni lasciò Aerilon. Baltar diventò un importante scienziato informatico, un esperto di genetica e un ricercatore della difesa di Caprica, e fu un personale amico del Presidente Richard Adar. Divenne noto anche per le sue controverse idee sull'intelligenza artificiale, il cui divieto veniva considerato come un passo indietro per l'umanità stessa. All'inizio dello show (nella miniserie), Gaius è coinvolto in una relazione con una donna bionda. Credendo lavorasse in una compagnia impegnata nel settore della difesa, e desiderando una relazione stabile con lei, le diede il codice sorgente del mainframe della difesa di Caprica in modo da trarne vantaggio in caso di un futuro contratto. In cambio la donna lo aiuta a progettare un programma di navigazione utilizzabile dalle navi da guerra coloniali. Grazie al codice ottenuto, la donna, che si rivela esser un Cylone, il Numero Sei, permette agli altri Cyloni di accedere ai sistemi di difesa coloniali e disattivarli, riuscendo così a mettere in pratica un massiccio attacco nucleare nelle Dodici Colonie e sterminando la maggior parte della razza umana. Baltar è così inconsapevole responsabile del genocidio, e riesce a salvarsi dalle esplosioni protetto dal corpo del Numero Sei.
Poco dopo l'attacco Cylone, Baltar riesce a raggiungere, anche grazie alla sua fama, il Galactica. Qui comincia ad avere visioni del Numero Sei, che inizialmente le rivela che i Cyloni gli hanno impiantato un chip nel cervello per continuare a comunicare con lui, influenzandone, per non dire imponendogli, la maggior parte delle scelte che in futuro farà. Ad esempio, lo convince a farsi dare una testata nucleare, per realizzare un rivelatore di Cyloni. Successivamente il Virtual Six, rivelerà la sua vera natura, ovvero di essere un messaggero di Dio, il cui compito è guidare Gaius al suo destino: dare alla luce con il Numero Sei ad un figlio; bambino che in realtà scoprirà successivamente essere l'ibrido figlio di Helo e Athena  (Numero Otto). Le abilità oratorie e la grande fama avvicinarono ben presto Gaius al Presidente Laura Roslin, che prima lo nomina rappresentante di Caprica al Consiglio delle Dodici Colonie, poi suo vicepresidente. Scoperto che in realtà la Roslin non si fida di lui e lo teneva vicino solo per controllarlo, Baltar si allea con l'ex terrorista Tom Zarek e si candida come Presidente delle Dodici Colonie. Vince le elezioni, nonostante i tentativi di brogli da parte dell'esercito, grazie alla promessa di stabilire i superstiti su New Caprica, un pianeta abitabile scoperto durante la corsa alla presidenza. Il governo Baltar dura un anno, e termina bruscamente con l'occupazione da parte dei Cyloni e la resa incondizionata degli umani. Da quel momento il governo cade nelle mani dei Cyloni pur restando formalmente guidato da Baltar e i suoi ministri. L'occupazione dura quattro mesi, finché la flotta comandata da Adamo riesce a mettere in salvo i sopravvissuti e ad abbandonare New Caprica. Per Gaius, considerato come un traditore, l'unica alternativa è unirsi ai Cyloni.
Giunto sulle basi stellari Cyloni, Gaius riprende la sua relazione con Numero Sei, a cui ben presto si aggiunge Numero Tre, conosciuta anche come D'Anna. Con quest'ultima si forma un sodalizio al fine di scoprire l'identità degli Ultimi Cinque Cyloni dall'aspetto umano. D'Anna riuscirà a vedere l'aspetto degli Ultimi Cinque; tuttavia, in breve muore, e Gaius non riuscirà a sapere niente, anche perché catturato dai membri della Flotta Coloniale. Accusato di tradimento viene imprigionato sul Galactica, qui inizialmente tenta il suicidio per scoprire se è uno degli Ultimi Cinque, tentativo che comunque è infruttuoso per l'intervento del Ten. Gaeta. Viene quindi drogato da Adamo, allo scopo di ottenere una piena ammissione di colpevolezza per quanto successo a New Caprica. Viene alla fine deciso il suo processo, che soprattutto grazie alle parole di Lee Adamo, il quale fa leva su i vari tradimenti perdonati nel corso del viaggio per la ricerca della Terra, vedono Gaius Baltar prosciolto da ogni accusa di tradimento e il ripristino della piena libertà. Abbandonato anche dai suoi avvocati, una volta tornato in libertà viene accolto da una setta di donne, che hanno iniziato un culto in onore di Baltar e dell'unico vero Dio. Dopo aver dato finalmente prova di coraggio, partecipando alla missione di salvataggio della piccola Hera, finirà per stabilirsi con Caprica Sei sulla Terra, dove ormai cambiato intenderà coltivare del terreno agricolo come suo padre.

### Numero Sei

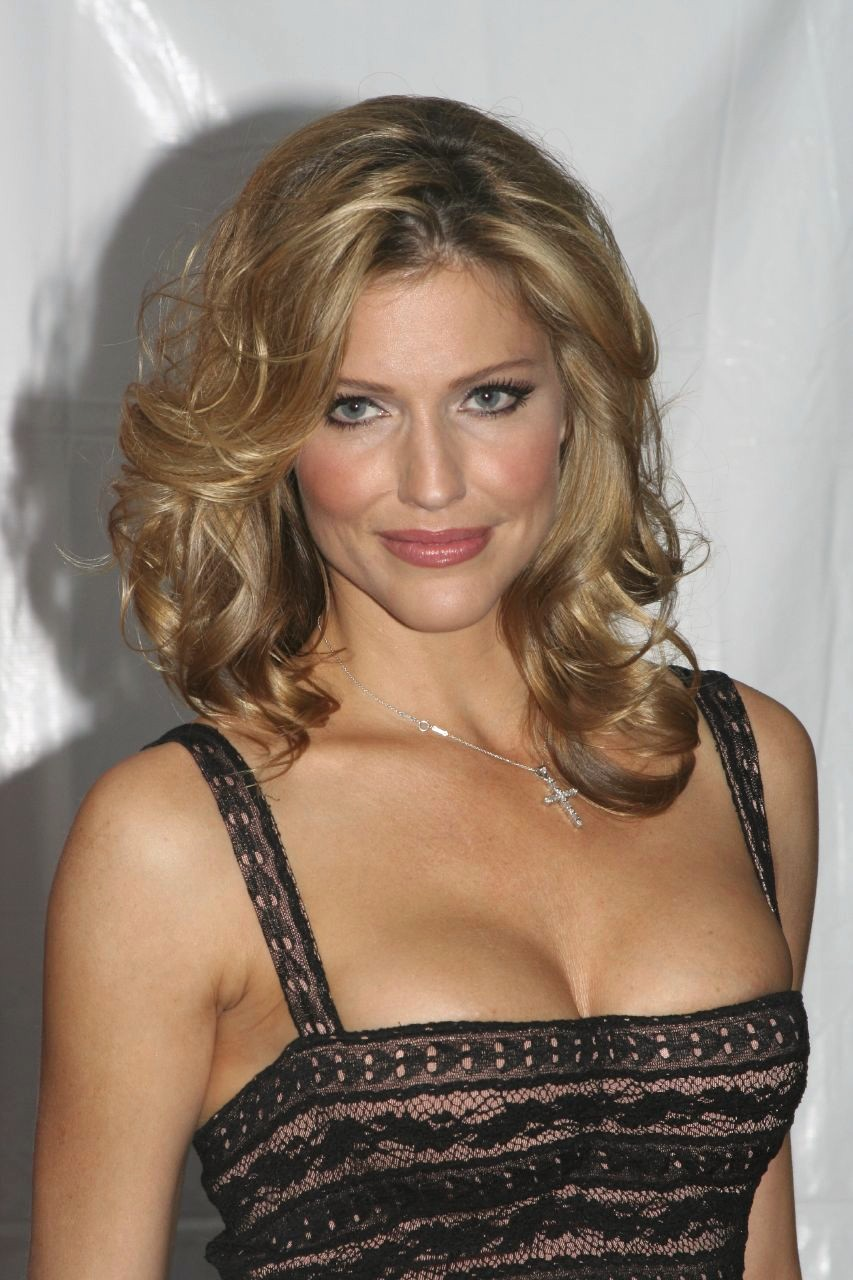
Tricia Helfer interpreta Numero Sei

Numero Sei (Tricia Helfer, doppiato da Francesca Fiorentini). È il primo cylone umanoide ad essere rivelato come tale: è infatti una delle copie di Numero Sei a presentarsi sulla Stazione dell'Armistizio dichiarando l'inizio della guerra (miniserie).
Caprica Sei. Una copia Numero Sei seduce e inganna Gaius Baltar per estorcergli informazioni che permettono il conseguimento del primo attacco da parte dei Cyloni agli umani. Muore durante l'attacco e la sua coscienza viene trasferita in un secondo corpo; viene reintegrata nella società cylone e diviene famosa per aver contribuito alla vittoria su Caprica. Per questo motivo, inizia ad essere chiamata Caprica Sei, «come se fosse l'unico modello Sei rimasto sul pianeta». Un anno dopo la colonizzazione di New Caprica, Caprica Sei fa parte, insieme a Boomer e a una copia Numero Cinque, della commissione cylone che si incontra con il Presidente Baltar. Quando Athena si reca sulla loro Base cylone, Caprica Sei l'aiuta a tornare sul Galactica e a mettere in salvo sua figlia Hera. Caprica Sei viene imprigionata e il cylone decide di stringere un patto con il Presidente Roslin, ora che non può più tornare dai cyloni in quanto traditrice. In cella le fa spesso visita Saul Tigh, e Caprica Sei gli appare talvolta con le fattezze della defunta moglie Ellen. Il cylone rimane incinta del Colonnello, ma perde il bambino in seguito a un aborto. Si stabilisce infine sulla Terra insieme a Gaius Baltar.
Head Six (o Messenger Six). Gaius Baltar è convinto, almeno inizialmente, che l'oggetto delle sue visioni sia appunto Caprica Sei, sebbene la donna sostenga di non essere un cylone, ma un angelo di Dio. Allo stesso modo, Caprica Sei può vedere e sentire la voce di una proiezione di Gaius Baltar.
Gina Inviere. Una copia Numero Sei chiamata Gina Inviere si infiltra sulla Pegasus spacciandosi per un'analista. Instaura una relazione con Helena Cain, per poi essere scoperta, imprigionata e barbaramente torturata dall'equipaggio della nave.

### Numero Otto
Sharon "Boomer" Valerii. È un Tenente del Galactica, apparentemente originaria di Aerelon. In seguito al primo attacco cylone, è costretta ad abbandonare su Caprica il Tenente Agathon, che decide di sacrificarsi e di permettere al dottor Gaius Baltar di prendere il suo posto su un Raptor diretto sul Galactica (Battlestar Galactica). Intraprende inizialmente una relazione col Capo Tyrol, che saranno costretti ad interrompere dopo alcuni mesi dall'attacco dei cyloni. Col progredire degli eventi capisce di essere un Cylone, e ciò la porta anche ad un tentato suicidio. In seguito a una missione presso una nave nemica, scopre di essere una delle copie del Numero Otto. Tornata sul Galactica spara e ferisce gravemente il Comandante Adamo, accettando la sua vera natura. Viene tenuta prigioniera sul Galactica, finché non viene uccisa da Cally Handerson. Al suo risveglio fa fatica ad adattarsi alla società cylone, di cui ora fa parte. Insieme a Caprica Sei e a una copia Numero Tre costituisce un gruppo di leader cyloni e rinnega il suo passato sul Galactica. Durante la guerra civile cylone si affianca a Cavil, con cui ha una relazione, e ordisce il piano per il rapimento di Hera, che conclude con successo manipolando i sentimenti di Galen Tyrol. Viene infine uccisa in modo definitiva da Athena.
Sharon "Athena" Agathon. Un'altra copia del Numero Otto, che dopo l'attacco dei cyloni rimane invece a Caprica, inganna Karl "Helo" Agathon facendogli credere di essere il Tenente Valerii e di essere tornata sul pianeta per aiutarlo a fuggire. La copia si rivolta contro la sua specie e aiuta Helo, padre di suo figlio, a fuggire dal pianeta. Viene infine accolta e tenuta prigioniera sul Galactica, dove le viene concesso di proseguire la gravidanza e dove partorisce una bambina, chiamata Hera. Poco dopo la nascita le viene detto che la bambina non è sopravvissuta, quando invece viene tenuta nascosta dalla Presidente Roslin, che è convinta che possa essere «la forma delle nuove cose che verranno» e che necessiti dunque di vivere nell'ombra. Durante la colonizzazione di New Caprica Sharon sposa Agathon, prendendone il cognome. Successivamente si arruola nella Flotta Coloniale e le viene dato il nome di battaglia "Athena". Dopo aver scoperto la verità su sua figlia, si reca sulla Base cylone su cui è imprigionata e la riporta in salvo grazie all'intervento di Caprica Sei. Quando la bambina viene nuovamente rapita da Boomer, Athena cade in depressione, credendo di averla persa per sempre. Durante la battaglia contro la Colonia cylone, riesce a ritrovarla e in quell'occasione uccide Boomer, le cui azioni vengono ritenute imperdonabili.

### Saul Tigh
Saul Tigh è interpretato da Michael Hogan nella miniserie e nella serie televisiva omonima. Saul Tigh Nasce sulla Tredicesima Colonia, la Terra ed è sposato con Ellen Tigh. Quando la Terra viene devastata nuclearmente dai Centurioni ribelli, lui e gli Ultimi Cinque fuggono dal pianeta per avvisare le Dodici Colonie di trattare bene i loro Centurioni. Dopo diversi anni di servizio militare, dal quale era stato escluso per problemi di alcolismo, Tigh è riammesso in servizio con il grado di colonnello, come vice dell'amico William Adamo. Di carattere rigido e disciplinato, Tigh ha spesso delle controversie con ufficiali insubordinati e in particolare con Kara Thrace. Dopo l'olocausto del genere umano perpetuato dai Cyloni a danno delle dodici colonie di Kobol, Tigh è XO del Galactica, la nave ammiraglia della flotta. Durante il periodo di permanenza su New Caprica Saul Tigh è uno dei capi della resistenza umana contro l'occupazione Cylone. Durante il tempo passato su questo pianeta viene rinchiuso in carcere, gli è cavato un occhio, organizza un attentato suicida per colpire i cyloni e gli umani che si erano alleati con loro ed è costretto a uccidere la moglie per tradimento (aveva passato informazioni al nemico).
Nell'ultimo episodio della terza stagione, durante il transito del Galactica in una nebulosa, Tigh sente una musica dalla quale viene attivato e scopre di essere uno degli ultimi 5 cyloni, i creatori dei cyloni umanoidi che hanno distrutto le colonie, fuggito 2000 anni prima dalla Terra devastata dai centurioni. Dopo qualche mese Tigh rivela ad Adamo la sua natura, nel momento in cui viene siglato un patto con i Cyloni ribelli, per raggiungere la Terra e consentire la sopravvivenza di entrambe le razze. Nel frattempo Tigh mette incinta Caprica Sei ma questa perde il bambino al quarto mese. Alla fine della serie si stabilirà insieme a sua moglie Hellen sulla nuova Terra.

### Galen "il Capo" Tyrol
Galen Tyrol (Aaron Douglas, doppiato da Alberto Angrisano). Capo tecnico del Galactica, lavora alla manutenzione dei veicoli militari. Ancora prima dell'attacco cylone, aveva intrapreso una relazione clandestina con il Tenente Valerii, che era inconsapevole di essere un cylone. In seguito Tyrol decide di separarsi dalla donna e di sottostare alle politiche dell'astronave, che non permettono relazioni tra i militari. Tornato da una missione su Kobol, scopre la vera natura di Sharon e che quest'ultima ha da poco ferito gravemente, sparandogli, il Comandante Adamo. Rimane spiazzato dall'arrivo di una seconda copia del Numero Otto, quella che ha seguito Agathon da Caprica fino al Galactica.
Successivamente scopre di essere anche lui un Cylone, per la precisione uno degli Ultimi Cinque, i soli sopravvissuti della Tredicesima Tribù.

### Karl Agathon

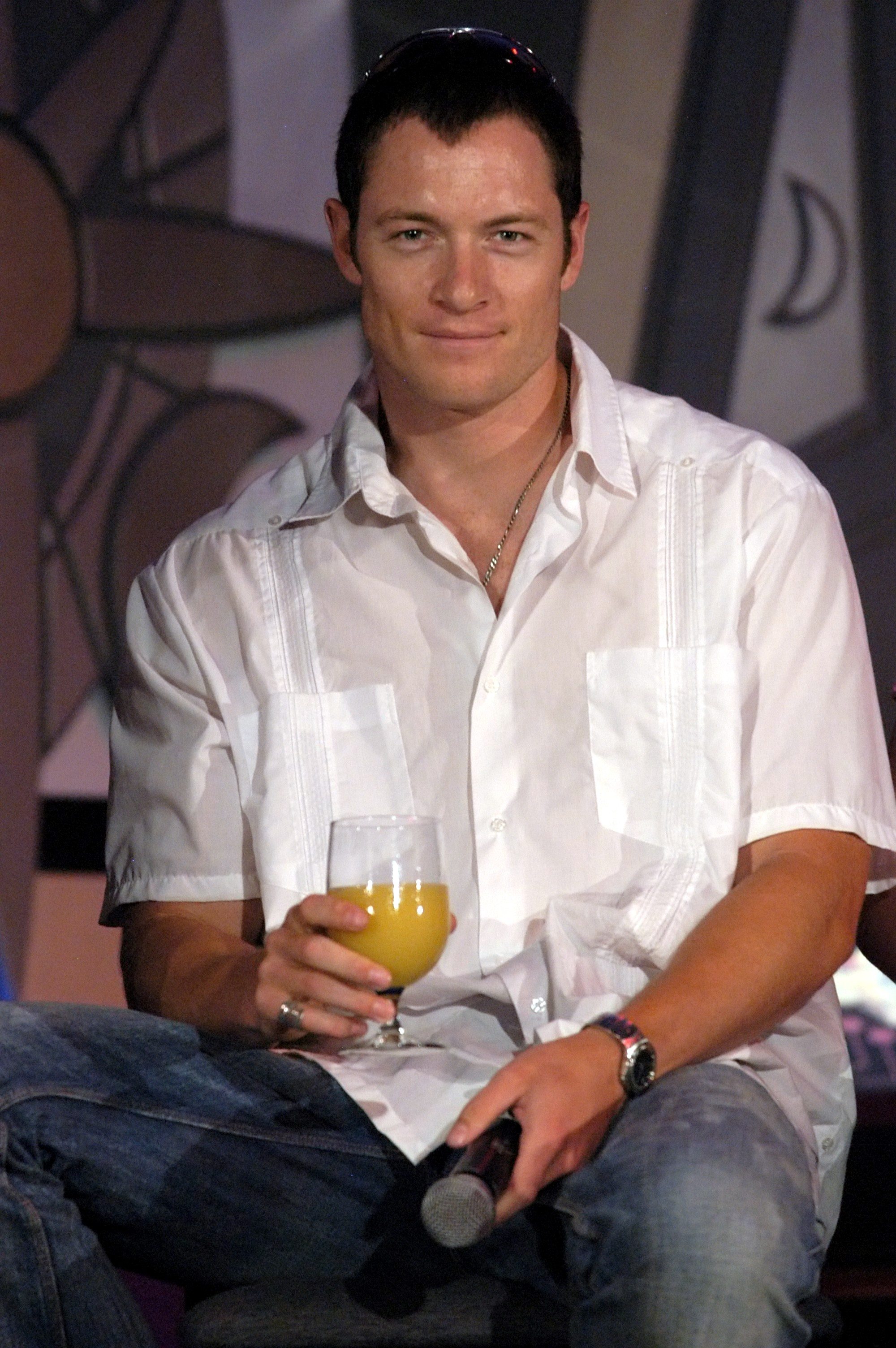
Tahmoh Penikett interpreta Karl Agathon

Karl "Helo" Agathon (Tahmoh Penikett, doppiato da Daniele Barcaroli).
Helo è un Tenente della Flotta Coloniale, il cui Raptor viene gravemente danneggiato durante l'attacco dei cyloni. Insieme al co-pilota Sharon Valerii è costretto ad atterrare a Caprica per riparare il veicolo. Sul pianeta un gruppo di civili, tra cui Gaius Baltar, li implora di farli salire a bordo per essere salvati dai cyloni. Helo decide di restare sulla terraferma e di cedere il suo posto a Gaius Baltar, sapendo che il Galactica non sarebbe mai potuto tornare indietro per recuperarlo (miniserie).
Dopo alcuni mesi passati da solo su Caprica, Helo incontra quella che sembra essere Sharon, ma che in realtà non è altro che un'altra copia del Numero Otto. Helo intraprende una relazione con lei, che sostiene di essere tornata indietro per salvarlo e che resta infine incinta di suo figlio. Quando Helo scopre la sua vera natura, si rifiuta di uccidere la madre di suo figlio e impedisce a Scorpion di spararle. Grazie all'aiuto di Kara Thrace, in missione su Caprica per conto del Presidente, Helo riesce a tornare sulla Flotta Coloniale, portando con sé Numero Otto. Col progredire degli eventi, Helo presta completa fiducia al cylone, di cui si è innamorato, e insieme si preparano a crescere la loro bambina, Hera. Quando la Presidente Roslin ordina l'aborto del feto, Helo tenta di dissuadere il Comandante Adamo dall'eseguire gli ordini. Roslin infine decide di far nascere la bambina, ma la tiene segreta ai due genitori, ai quali dice invece che è morta durante il parto. Helo sostiene faticosamente Athena, che a causa del lutto cade in depressione. Durante la colonizzazione di New Caprica i due infine si sposano. Tornato sul Galactica dopo il secondo esodo, Karl Agathon viene incaricato di organizzare lo smistamento dei civili che sono riusciti a salvarsi dal pianeta. In quest'occasione Helo scopre che il Dr. Robert, fidato medico ufficiale della nave, sta intenzionalmente uccidendo pazienti provenienti da Sagittarian, che lui disprezza a causa della loro bigotteria. Dopo l'apparente resurrezione di Kara Thrace, Agathon è uno dei pochi, insieme ad Apollo, ad accoglierla e a spronarla a proseguire la sua missione verso la Terra. In seguito Karl Agathon partecipa alla missione di salvataggio di sua figlia Hera sulla Colonia cylone; viene ferito, ma riesce a sopravvivere e si ricongiunge con Athena e sua figlia sulla Terra.

### Felix Gaeta
Felix Gaeta è un personaggio interpretato dall'attore Alessandro Juliani. È uno dei comprimari principali della serie. Felix Gaeta subisce un'evoluzione nel corso delle varie stagioni. Nasce come necessario personaggio di contorno, addetto - tra le altre mansioni - alla delicata navigazione nell'iperspazio, capace e ligio al proprio dovere. La prima incrinatura di questa candida immagine si ha in occasione di un documentario, in cui viene mostrato un suo lato vizioso, fatto di tabacco e alcol. Gli sceneggiatori gettano su di lui un'ombra quando lo pongono come braccio destro del presidente Gaius Baltar durante la connivenza all'invasione dei Cyloni sul pianeta New Caprica, ruolo che gli costa l'ostracismo della flotta dopo il ritorno nello spazio. In seguito il personaggio giustifica il suo collaborazionismo come un tentativo di salvare vite umane, approfittando della propria posizione. La sua parabola drammatica avviene dopo la perdita della gamba ad opera di un cylone e dopo la scoperta di un reiterato inganno ai suoi danni da parte di una Numero Otto: la sua avversione per il nemico viene esasperata. Così viene preparato il colpo di scena per cui, come forma di ribellione alla tregua tra umani e androidi, Felix Gaeta si mette a capo dell'ammutinamento e complice di un colpo di Stato. La sua ribalta avviene proprio a ridosso della sua inevitabile messa fuori gioco.
Nella webserie The Face of the Enemy, di cui è protagonista, la sceneggiatrice Jane Espenson rivela la sua preesistente relazione con il collega Louis Hoshi, che si conclude contestualmente alla fine della miniserie. Nello stesso contesto viene raccontata una sua tresca con una cylone Numero Otto. In questo modo viene asserita la sua bisessualità, che non viene in alcun modo sottolineata o stigmatizzata, a intendere che la società di Battlestar Galactica non attribuisce significato particolare all'orientamento sessuale, a dispetto di una maggioranza di eterosessualità nelle relazioni tra i personaggi.
Gaeta e il suo compagno sono i primi maschi non eterosessuali apparsi nel franchise; prima di loro, l'ammiraglio Helena McCain (e una Numero Sei), in seguito Sam Adama e il suo compagno in Caprica.

### Anastasia Dualla

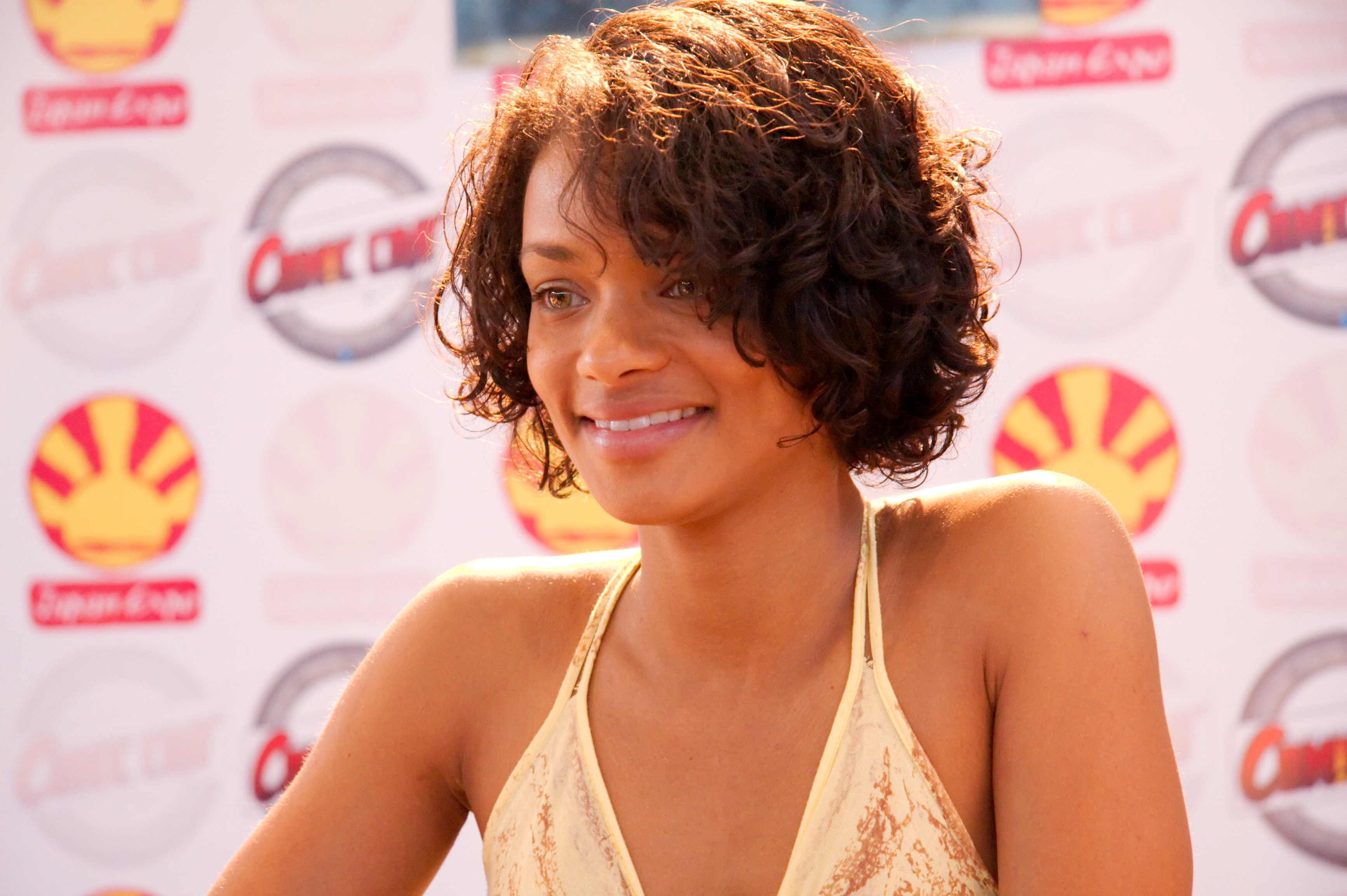
Kandyse McClure interpreta Anastasia Dualla

Anastasia "Dee" Dualla (Kandyse McClure, doppiata da Angela Brusa). Tenente e ufficiale alle comunicazioni del Galactica, il personaggio prende spunto dal Caporale Rigel della serie televisiva originale.
Dualla è originaria di Sagittarian, ma non ne condivide i credi religiosi. Si arruola nell'esercito ribellandosi al volere del padre.
Al momento dell'attacco cylone lavora sul Galactica come ufficiale addetto alle comunicazioni (miniserie). In una delle sue prime missione sul campo si reca sulla Astral Queen, astronave della flotta finalizzata al trasporto di prigionieri, dove viene tenuta ostaggio, insieme a Billy Keikeya e al Capitano Apollo, dall'ex terrorista Tom Zarek. Dopo l'esperienza, Dualla inizia a frequentare Billy, ma in seguito sviluppa invece un'attrazione per Lee Adamo. Tempo dopo Dualla rifiuta la proposta di matrimonio da parte del fidanzato, che successivamente rimane ucciso in un conflitto a fuoco, e intraprende una relazione con Apollo. Mesi dopo viene trasferita sulla Pegasus, di cui diviene ufficiale esecutivo. Durante la colonizzazione di New Caprica, accetta di sposare Lee Adamo, senza sapere della sua complicata relazione con Kara Thrace. In seguito affronta suo marito, chiedendogli del suoi sentimenti per Scorpion. Apollo stronca la relazione con Kara e i due si riconciliano, fino a quando non è Dualla a lasciarlo quando Lee decide di difendere Gaius Baltar in tribunale. Quando la Flotta trova la Terra, come molti Dualla rimane distrutta dalla notizia che il Pianeta è in pessime condizioni e non è dunque abitabile. Si suicida poco dopo con la sua pistola di servizio.

### Cally Handerson
Callandra "Cally" Handerson (Nicki Clyne, doppiata da Francesca Manicone). Lavora sul Galactica sotto il comando di Capo Tyrol. Nella seconda stagione, dopo una traumatica esperienza su Kabol, uccide Sharon Valerii, che si era rilevato essere un cylone. Sposa infine Galen Tyrol, acquistandone il cognome. Si trasferisce su New Caprica insieme alla quasi totalità delle persone della Flotta. Qui dà alla luce un bambino; insieme a Tyrol subisce torture e viene quasi uccisa dai Cyloni. Ritornata su Galactica, scopre che il marito è in realtà un Cylone e sconvolta, medita di suicidarsi insieme al figlio; l'intervento di Tory Foster salva il bambino, ma per evitare il pericolo di essere scoperti, quest'ultima espellerà Cally da un ponte di lancio, uccidendola.

### Samuel Anders
Samuel T. Anders (Michael Trucco, doppiato da Tony Sansone e Roberto Certomà). Giocatore di Pyramid nella squadra dei Caprica Buccaneers. Al momento dell'attacco dei cyloni riesce a salvarsi insieme ad altri cento giocatori, che come lui si trovavano in allenamento in alta montagna. Anders organizza una resistenza presso una base militare ancora sconosciuta agli invasori. Incontra Kara Thrace quando questa torna a Caprica per recuperare la Freccia di Apollo e la salva dai cyloni che l'avevano rapita. Anders decide di lasciarla tornare insieme a Helo al Galactica, con la promessa di tornare successivamente per trarli in salvo dai nemici.
Un anno dopo si scopre che si è sposato con Scorpion. Nella terza stagione entra a fare parte della Resistenza. Tornato sul Galactica entra a fare parte di una specie di Task Force che giustizia i traditori. Dopo essersene andato viene sostituito dalla moglie.
Dopo la morte di quest'ultima diventa pilota di Viper. Al termine della stagione si scopre essere uno degli ultimi cinque cyloni.
Nell'ultima stagione il ruolo che copre diventa più importante. Entra a fare parte dell'equipaggio della Demetrius, comandata da Kara. Al suo ritorno sul Galactica viene smascherato da Tigh e con profondo rammarico ammette di essere un cylone.
Durante l'ammutinamento viene ferito alla testa e da allora resta invalido. Sarà proprio lui, che guiderà l'intera Flotta (priva di equipaggio) verso il Sole dicendo a Kara: "Ci vediamo dall'altra parte".

### Cyloni
I cyloni (cylons, acronimo di Cybernetic Life-form Node) sono una razza di robot senzienti creati dagli uomini. Diversi decenni prima degli eventi narrati nella serie, i cyloni si erano ribellati agli uomini dando inizio a una lunga guerra conclusasi con un armistizio. Nella miniserie viene narrato come il periodo di pace venga improvvisamente stroncato dal primo attacco cylone che causa l'istantanea caduta delle Dodici Colonie. I cyloni prendono diverse forme: originariamente creati come robot meccanici (chiamati centurioni o più volgarmente tostapane), col passare del tempo si erano evoluti in Raider (veicoli in parte meccanici, in parte biologici, controllati da una mente artificiale); in ibridi (il primo passo evolutivo verso il modello unicamente organico) e infine in cyloni umanoidi, di cui erano state create tredici serie. Otto di queste sono ben note, e le rispettive copie prendono parte allo svolgersi degli eventi.

#### Gli Otto principali
- Numero Uno, conosciuto come John Cavil (Dean Stockwell): fa la sua comparsa a bordo del Galactica, dove si è infiltrato spacciandosi per un consulente religioso. È lui ad organizzare il genocidio della razza umana ed è l'unico dei primi otto modelli cyloni a conoscere la vera identità degli Ultimi Cinque. Numero Uno è il primo dei Cyloni creati dagli Ultimi Cinque, allo scopo di guidare i Centurioni. Fra i vari modelli uno di essi si infiltrerà sul Galactica sotto il nome di padre Cavil. Trovati i Centurioni, gli Ultimi Cinque crearono una serie di Cyloni che come loro avessero un aspetto umano, il primo di questi fu appunto il Numero Uno, creato con le sembianze del padre di Ellen Tigh aiutando i Cinque nella creazione dei successivi otto modelli di Cyloni Umani. Nonostante fosse e si dichiarasse orgogliosamente una macchina, questo Cylone mostrò comportamenti e sentimenti tipicamente umani come rabbia e gelosia. Sentimenti che rivolse contro il Numero Sette, noto anche come Daniel e favorito di Ellen Tigh, operando la distruzione dell'intera linea di questo modello di Cylone. Successivamente uccise gli Ultimi Cinque riprogrammandoli per vivere in mezzo agli umani delle Dodici Colonie senza conoscere però la loro reale natura. A questo punto diviene seppur nell'ombra leader dei Cyloni organizzando e realizzando il genocidio umano.
- Numero Due, conosciuto come Leoben Conoy (Callum Keith Rennie): cylone ossessionato da Kara Thrace e deciso a farle compiere il proprio destino.
- Numero Tre, conosciuto come D'Anna Biers (Lucy Lawless): è un agente cylone infiltrato sul Galactica sotto le mentite spoglie di una reporter. È lei per prima ad avere una visione degli Ultimi Cinque, per poi però dimenticare i loro volti.
- Numero Quattro, conosciuto come Simon O'Neill (Rick Worthy): inganna Kara Thrace spacciandosi per un medico che sostiene di averla in cura presso un ospedale. Scorpion è in realtà prigionieria in un edificio cylone.
- Numero Cinque, conosciuto come Aaron Doral (Matthew Bennett): infiltratosi sul Galactica, cerca di destabilizzare la neonata leadership del presidente Roslin.
- Numero Sei (Tricia Helfer, doppiato da Francesca Fiorentini).
- Numero Sette: conosciuto come Daniel, serie distrutta prematuramente dal Numero Uno. Questo cylone viene descritto come particolarmente sensibile e con uno spiccato spirito artistico.
- Numero Otto (Grace Park, doppiata da Federica De Bortoli): serie di cyloni a cui appartengono Sharon "Boomer" Valerii e Sharon "Athena" Agathon.

#### Gli Ultimi Cinque
Le altre serie, invece, vengono rivelate solo successivamente: i cosiddetti "Ultimi Cinque", cioè gli ultimi cinque personaggi ad essere rivelati come cyloni, sono Samuel T. Anders, Tory Foster, Saul Tigh, Galen Tyrol e, per ultima, Ellen Tigh.

### Dei di Kobol
Gli Dei di Kobol (Lords of Kobol) sono un gruppo di divinità e di umani divinizzati nominati nella serie Battlestar Galactica. Secondo la sceneggiatura, si dice siano coloro ad aver guidato gli abitanti di Kobol verso i Dodici Mondi (le Dodici Colonie di Kobol) e la Terra. Le due colonie più religiose sono Geminion (caratterizzata dall'interpretazione letterale delle Sacre Pergamene) e Sagittarian (che dà invece maggior risalto alle tradizioni popolari).
Non si conosce molto delle cerimonie religiose degli abitanti delle Dodici Colonie. Si sa che esiste una casta sacerdotale (di cui è nota solo una sacerdotessa, Elosha) e che i testi sacri di questa religione sono le Sacre Pergamene, tramandate dai Padri fondatori di Kobol, che racchiudono la storia della razza umana dalla partenza delle dodici tribù da Kobol e iniziano con la frase "La vita qui dentro si è sviluppata là fuori" In questo vi sono invece evidenti richiami all'Esodo dell'Antico Testamento ebraico-cristiano. Le pergamene sono infatti suddivise in libri come la Bibbia, il più noto dei quali è il Libro di Pizia, scritto dall'omonima profetessa e le cui profezie indicano il luogo dove si trova la Tomba di Atena, e svolgeranno un ruolo fondamentale nella serie.
Le preghiere vengono solitamente concluse con la frase "Così diciamo tutti!" (So say we all in originale), frase che ricorda molto l'Amen cristiano. È tradizione, inoltre, che il Presidente delle Dodici Colonie giuri sulle Sacre Pergamene, prima di assumere la carica (cosa che rimanda al giuramento sulla Bibbia del Presidente degli Stati Uniti).
I nomi degli Dei di Kobol s'ispirano principalmente alle divinità greco-romane. Secondo quanto riportato dalle pergamene anticamente uomini e dei vivevano in pace sul pianeta Kobol in una condizione paradisiaca (riferimento al Giardino dell'Eden), fino allo scoppio di una guerra che costrinse l'umanità all'Esodo. Anche se i Cyloni non sembrano dubitare della loro esistenza storica mettono in dubbio la loro divinità.
- Afrodite: dea della nascita
- Apollo: divinità sconosciuta, ma si sa che un antico artefatto chiamato Freccia di Apollo indica la rotta per la Terra
- Ares (Marte): dio della guerra
- Artemide: divinità particolarmente venerata da Kara Thrace
- Asclepio: dio della salute
- Aurora: dea dell'alba
- Atena: molto probabilmente si tratta di una donna umana divinizzata, poiché sulla Tomba di Atena sita su Kobol è indicata la rotta per la Terra. Secondo la leggenda si è suicidata in seguito all'esodo della tredicesima tribù.
- Ecate: dea dell'oltretomba
- Era: regina degli dei, a cui è consacrata una montagna su Kobol (I Cancelli di Era)
- Poseidone: dio nominato da Gaius Baltar
- Zeus (Giove): re degli dei e marito di Era. Un artefatto noto come Occhio di Giove, è stato lasciato dalla Tredicesima Tribù nel Tempio dei Cinque, sito sul "pianeta delle alghe".

- Iside: sorella di Era; è l'unica divinità del pantheon di Kobol ad avere il nome ispirato da una divinità egizia.
- Mitra: dio venerato da una setta monoteista, non riconosciuta dalla religione ufficiale.

#### Dio dei Cyloni
Nella serie remake, i Cyloni venerano un Dio unico e considerano gli dei di Kobol come "falsi dei". In accordo con le Sacre Pergamene, il Tempio dei Cinque è stato dedicato ad una divinità sconosciuta da cinque preti e sembrerebbe essere un punto di contatto tra il Dio Cylone e quelli di Kobol, inoltre la guerra che condusse all'esodo dell'umanità scoppiò a causa di un Dio geloso che volle elevarsi al di sopra delle altre divinità.
Secondo i Cyloni, Dio ha creato l'umanità, ma essi ritengono che sia una creazione fallita e che il loro compito sia quello di sostituirsi ad essa e di diventare la prossima generazione di umani, difatti cercano la strada della riproduzione genetica poiché uno dei comandamenti di Dio è di essere fecondi e di moltiplicarsi. Visto che per loro ciò non è possibile, hanno deciso di provare a creare degli ibridi umani-cyloni.
Nella serie TV prequel Caprica viene mostrato che nelle Dodici Colonie, prima della loro caduta esisteva un culto monoteistico chiamato Chiesa Monade considerato eretico e pericoloso dalla maggior parte degli abitanti, cosa che produsse la creazione di un gruppo terroristico armato chiamato i Soldati dell'Unico (in originale Soldiers The One o in breve STO) a cui apparteneva Zoe Graystone, creatrice dell'intelligenza artificiale olografica (un proprio clone virtuale che sopravviverà alla morte della ragazza) da cui poi suo padre Daniel svilupperà i Cyloni, e i successivi modelli Cyloni ereditarono dalla Zoe virtuale la tendenza al monoteismo. Il finale di Caprica mostra inoltre Clarice Willow (leader dei Soldati dell'Unico a Caprica City) parlare ad un gruppo di Cyloni delle loro libertà e dei loro diritti in quanto esseri senzienti (definendoli non solo figli dell'umanità, ma anche figli di Dio) e la sua determinazione ad ottenere dalla Benedetta Madre della chiesa il "divino riconoscimento dei diversamente coscienti".

### Altri personaggi
- Richard Adar (David Eick): Presidente delle Dodici Colonie di Kobol ed amante di Laura Roslin. Con il bombardamento dei Cyloni, l'attacco alle Dodici Colonie e la distruzione di Picon, Ader offrì immediatamente una resa incondizionata ai Cyloni, che però non venne ascoltata. Alla fine del bombardamento, venne dato per morto e venne sostituito alla presidenza proprio da Laura Roslin.
- Hera Agathon (Lily Duong-Walton, Alexandra Thomas e Iliana Gomez-Martinez): prima ibrida cylone/umano, figlia di Karl Agathon e del clone Numero Otto noto con il nome di Athena. Diverrà la futura Eva mitocondriale.
- Jean Barolay (Alisen Down): ex giocatrice di Pyramid, si unisce al gruppo di resistenza di Samuel Anders, prima a Caprica e successivamente a New Caprica. Tornata sul Galactica, diventa membro del Circolo, il gruppo incaricato di giudicare a condannare i sospetti traditori che hanno preso parte al governo Baltar. In seguito diventa volontaria nella spedizione guidata da Kara Thrace sul Demetrius e viene infine uccisa da una copia del Numero Sei.
- Helena Cain (Michelle Forbes): Ammiraglio della Flotta Coloniale al comando dell'astronave Pegasus, che riesce a salvarsi all'attacco Cylone ma rimane slegata dal seguito del Galactica. Ricongiungendosi con la Flotta comandata da Adamo, Cain risulta essere più alta di grado e ha dunque la possibilità di prendere il comando di tutta la Flotta Coloniale sopravvissuta. Viene infine uccisa da Gina Inviere, una delle copie del Numero Sei, sua amante. Nel film Battlestar Galactica: Razor, incentrato sulla Pegasus, appare in tutti i flashback.
- Brendan "Hot Dog" Costanza (Bodie Olmos): pilota di viper del Galactica, addestrato da Kara Thrace. Risulta essere l'unico sopravvissuti tra le reclute delle flotte civili e padre di quello che si credeva il figlio di Tyrol e Cally.
- Dr. Sherman Cottle (Donnelly Rhodes): è il Primario di medicina e chirurgia del Galactica, controparte del Dr. Salik della serie televisiva originale. Lavora appoggiato da un ristretto gruppo di medici civili, è molto amico Presidente Roslin ed è inizialmente è una delle poche persone a conoscere le sue condizioni di salute.
- Margaret "Racetrack" Edmondson (Leah Cairns): è un pilota di Raptor del Galactica. Cinica e pessimista, vive nella convinzione di essere destinata a non sopravvivere alla guerra. Manca infine lanciando dei missili contro la Colonia cylone, esaudendo il suo desiderio di morire «non prima di uccidere più cyloni possibili».
- Elosha (Lorena Gale): è la sacerdotessa presente alla cerimonia del Galactica, poco prima dell'olocausto cylone. Diventa un'importante figura spirituale per la Presidente Roslin, che aiuta durante la malattia. Muore a causa di un attacco cylone su Kobol. In seguito compare in visione al Presidente.
- Anthony Figurski (Don Thompson): è un tecnico del Galactica, spesso preso in giro dal capo Tyrol per la lentezza con cui compie il suo lavoro.
- Jack Fisk (Graham Beckel): è l'ufficiale esecutivo della Pegasus quando Helena Cain ritrova il Galactica e il resto della flotta coloniale. Alla morte della donna prende il comando dell'astronave, ma viene poi ucciso da un boss del mercato nero.
- Tory Foster (Rekha Sharma, doppiato da Giò Giò Rapattoni): assistente del Presidente Laura Roslin è una degli ultimi cinque cyloni.
- Louis Hoshi (Brad Dryborough): è un ufficiale addetto alle comunicazioni del Galactica, assegnato per breve tempo anche alla Pegasus. Viene rivelato essere coinvolto in una relazione con Felix Gaeta.
- Louanne "Kat" Katraine (Luciana Carro): pilota di viper addestrata da Kara Thrace. Nonostante sia un ottimo pilota si scontra più volte con Scorpion a causa del carattere testardo e arrogante di entrambe. Viene nominata CAG durante la colonizzazione di New Caprica. Muore durante la terza stagione in seguito a una fatale esposizione radioattiva.
- Aaron Kelly (Ty Olsson): Capitano del Galactica. È il responsabile degli attacchi bomba nei confronti di Gaius Baltar e del suo avvocato.
- Billy Keykeya (Paul Campbell, doppiato da Francesco Bulckaen): funzionario e segretario personale di Laura Roslin fino a quando muore mentre cerca di proteggere l'ex fidanzata, Dualla. Sarà poi sostituito da Tory Foster.
- Romo Lampkin (Mark Sheppard): è l'avvocato difensore di Gaius Baltar. Cleptomane ed eccentrico, riesce con l'aiuto di Lee Adama a far scarcerare con successo il suo cliente. È l'ultimo Presidente delle Dodici Colonie di Kobol.
- James "Jammer" Lyma (Dominic Zamprogna): è uno dei tecnici guidati dal capo Tyrol. Su New Caprica, sebbene inizialmente faccia parte della Resistenza, si unisce alla Polizia cylone e diviene responsabile dell'esecuzione di numerosi civili. Tornato sul Galactica viene giustiziato dal Circolo, una commissione chiamata a giudicare i collaborazionisti che hanno tradito la Flotta Coloniale.
- Hamish "Skulls" McCall (Colin Lawrence): è un pilota di Raptor del Galactica. Viene ferito gravemente da un colpo di pistla sparato da Kara Thrace durante l'ammutinamento di Gaeta, ma sopravvive. Muore durante la missione di recupero di Hera Agathon presso la Colonia cylone.
- Alex "Crashdown" Quartararo (Samuel Witwer): è l'ufficiale che sostituisce Karl Agathon come co-pilota di Sharon Valerii quando egli decide di restare su Caprica e sacrificarsi per salvare la vita a dei civili (miniserie). Partecipa alla missione su Kobol, dove viene ucciso da Baltar.
- Paulla Schaffer (Lara Gilchrist): è un membro della setta di Gaius Baltar e ne prende anche il comando temporaneamente.
- Diana "Hardball" Seelix (Jennifer Halley): è un tecnico del Galactica, subordinata al capo Tyrol, finché non decide di prendere lezione di volo e diventare un pilota di Viper.
- Ellen Tigh (Kate Vernon, doppiata da Valeria Perilli): moglie del Colonnello Tigh, è la creatrice degli otto cyloni, l'ultima a essere rivelata.
- Tom Zarek (Richard Hatch, doppiato da Paolo Buglioni): ex terrorista e leader popolare, avversario politico di Laura Roslin.

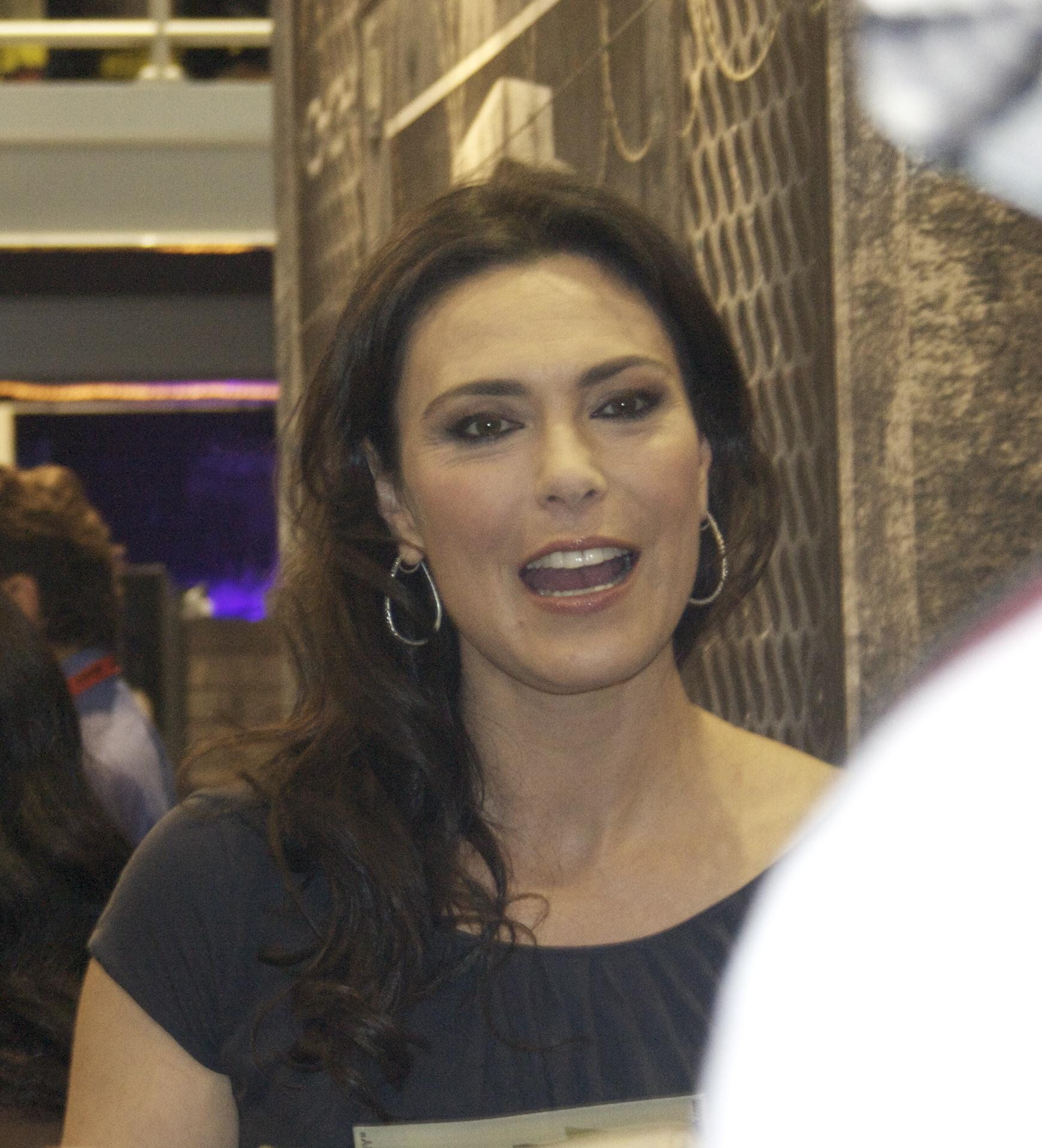
Michelle Forbes interpreta Helena Cain.
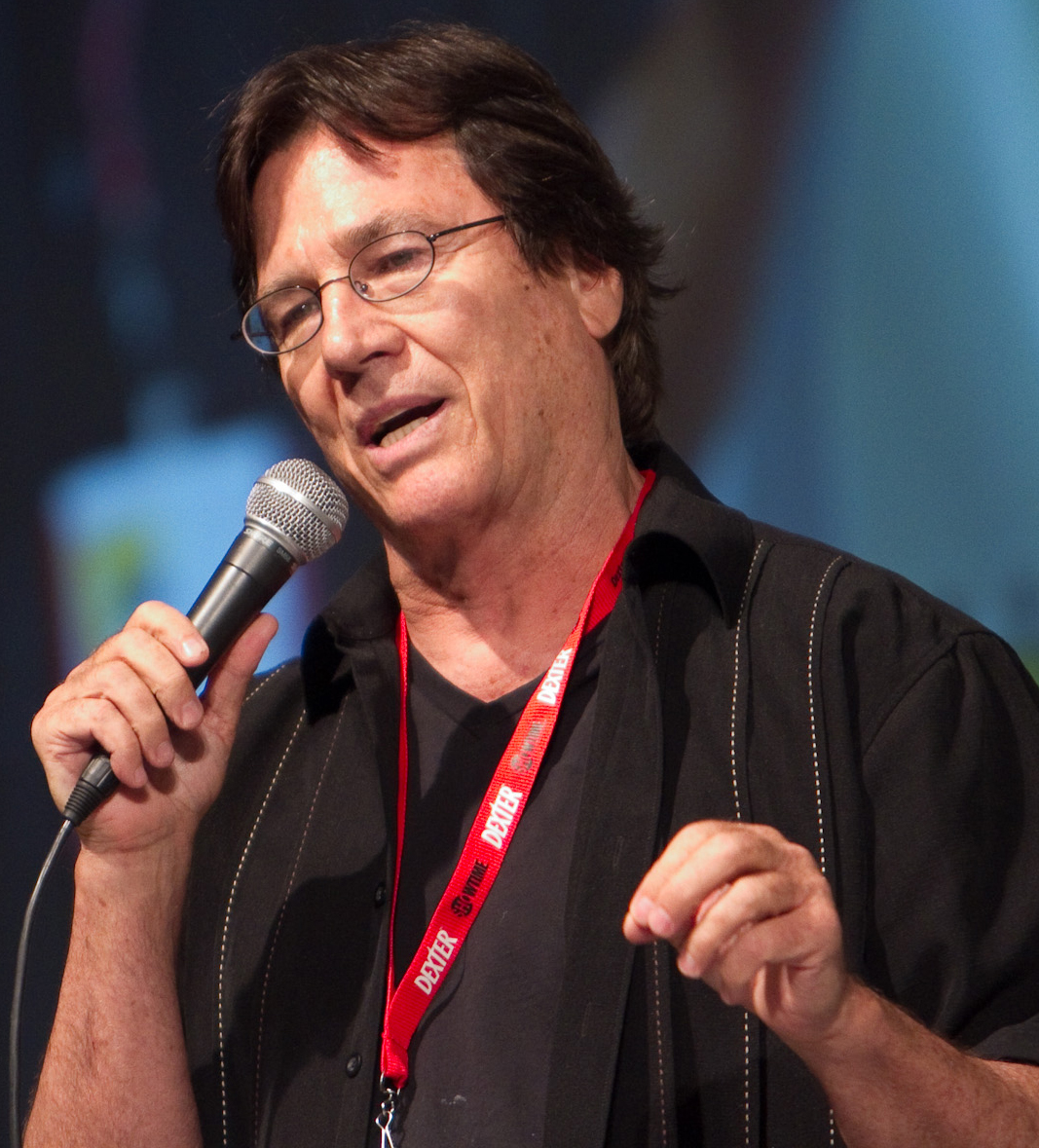
Richard Hatch interpreta Tom Zarek.
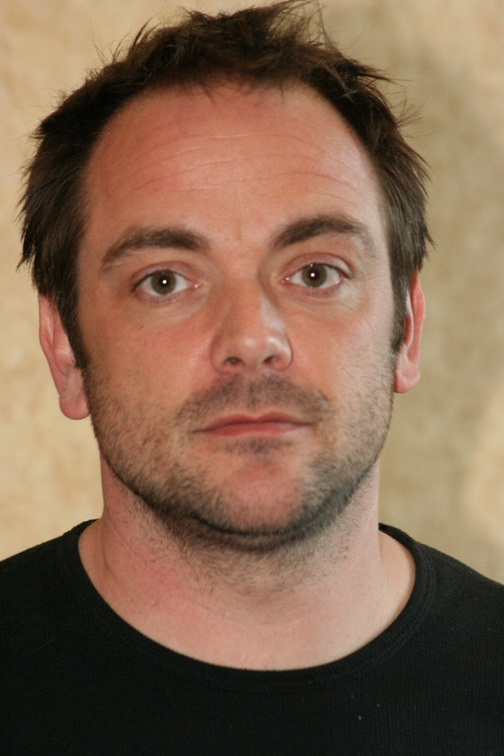
Mark Sheppard interpreta Romo Lampkin.

## Caprica (2010)

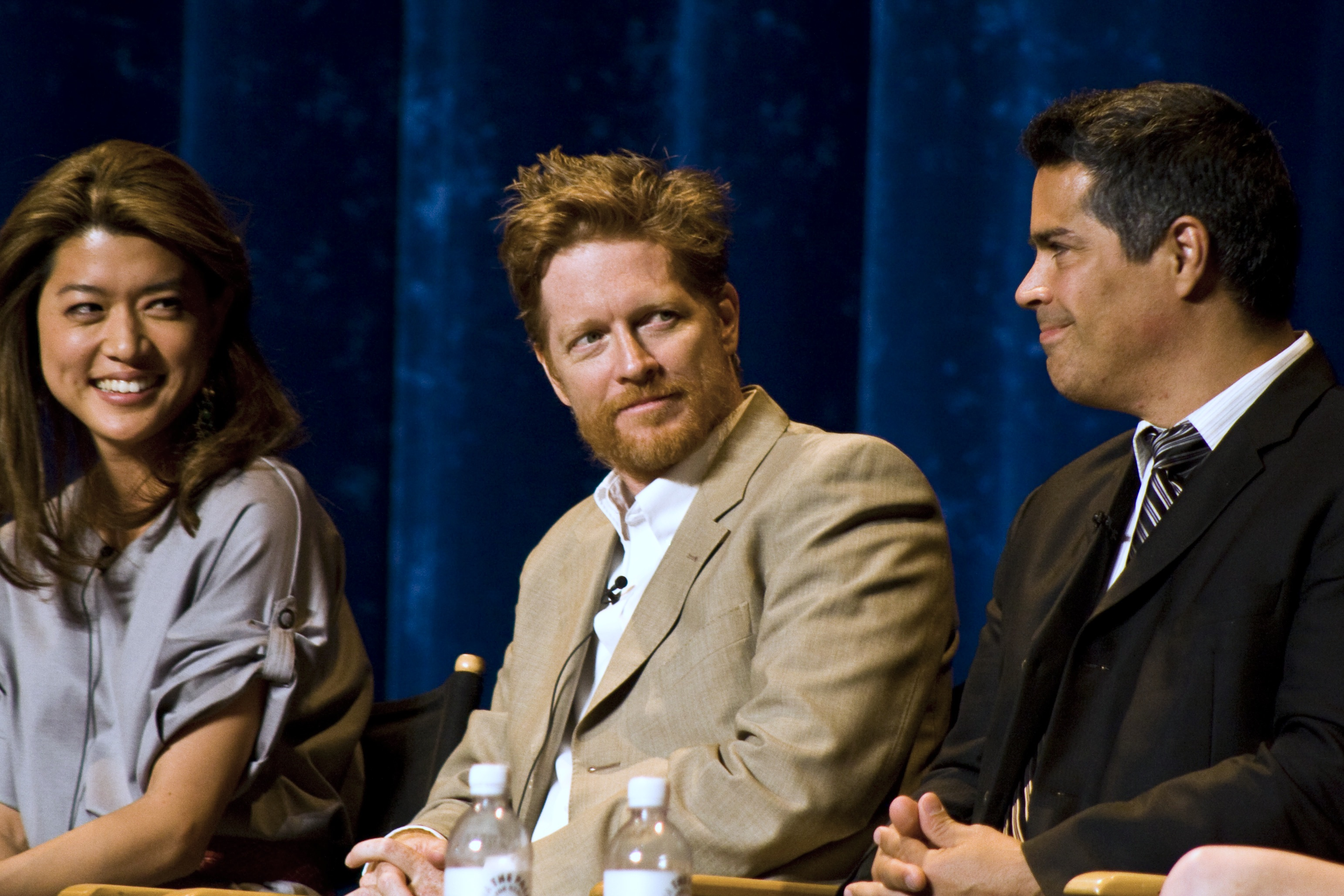
Da sinistra: Grace Park, Eric Stoltz ed Esai Morales al pannello Comic-Con del 2009.

Nel 2010 è stata prodotta la prima ed unica stagione della serie televisiva Caprica, spin-off di Battlestar Galactica e suo prequel. Tra i protagonisti Joseph Adamo, padre di William Adama, futuro Comandante del Galactica, e Daniel Graystone, l'ingegnere informatico che costruì il primo Cylone.

### Joseph Adamo
Joseph Adamo – Adama in originale – (Esai Morales). Originario di Tauron, migrò con suo fratello Sam su Caprica quando perse entrambi i genitori nella Guerra civile. È un noto avvocato civile, affiliato all'organizzazione criminale tauronese Ha'la'tha. Perde la prima moglie, Shannon, e la figlia Tamara nell'attentato terroristico ad opera dei gruppo monoteista Soldiers of the One. Cresce da solo il figlio Willie, che muore a soli undici anni in uno scontro a fuoco. In seguito sposa la sua assistente, Evelyn, che dà alla luce il suo secondo figlio maschio, William Adama.

### Daniel Graystone
Daniel Graystone (Eric Stoltz) è un ricco ingegnere informatico nativo di Caprica. È fondatore e amministratore delegato della Graystone Industries nonché proprietario dei Caprica Buccaneers, la più nota squadra di pyramid del pianeta. Perde la figlia Zoe nell'attentato terroristico ad opera dei gruppo monoteista Soldiers of the One. Rubando un processore da una compagnia informatica rivale con sede a Tauron, riesce a perfezionare il prototipo militare richiestogli dal governo, costruendo così il primo Cylone.

### Amanda Graystone
Amanda Graystone (Paula Malcomson) è la moglie di Daniel e la madre di Zoe. Anch'ella nativa di Caprica, è un chirurgo plastico di successo.

### Zoe Graystone
Zoe Graystone (Alessandra Torresani) è la figlia di Daniel e Amanda. Definita un genio dall'amica Lacy, riesce prima di tutti a creare una sua copia virtuale dotata di libero arbitrio e coscienza di sé. Si fa trascinare dal fidanzato Ben Stark nella sette religiosa dei Soldati dell'Unico e muore tragicamente in un attentato terroristico. Dopo la sua morte, il suo avatar continua ad esistere nel mondo virtuale. Daniel Graystone lo inserisce all'interno di un suo prototipo meccanico, creando così il primo robot senziente. Secondo alcune voci sull'annullata stagione 2 di caprica, l'aspetto adulto di Zoe Graystone diverrà in Battlestar Galactica l'aspetto del cylone numero 6.

### Lacy Rand
Lacy Rand (Magda Apanowicz) è un'amica di Zoe, sua compagna di scuola all'Athena Academy. Promette alla sua copia virtuale di aiutarla a fuggire dal laboratorio dove viene tenuta rinchiusa. Su Gemenon diverrà la Benedetta Madre della Chiesa Monade.

### Sam Adamo
Sam Adamo – Adama in originale – (Sasha Roiz) è il fratello di Joseph, immigrato a Caprica da Tauron dopo aver perso i genitori nella Guerra civile. È immischiato nella mala tauronese, e lavora per l'organizzazione criminale Ha'la'tha.

### Tamara Adamo
Tamara Adamo – Adama in originale – (Genevieve Buechner) è la figlia di Joseph Adama. Morta nell'attentato terroristico, viene ricreato il suo avatar dal dottor Graystone. Nel mondo virtuale diventa famosa poiché non può morire e insieme all'avatar di Zoe Graystone diviene un "Angelo Vendicatore". Secondo alcune voci sull'annullata stagione 2 di caprica, l'aspetto adulto di Tamara diverrà in Battlestar Galactica l'aspetto del cylone numero 8.

### William "Willie" Adamo
William "Willie" Adamo (Sina Najafi). Figlio undicenne di Joseph e Shannon Adamo, muore precocemente in uno scontro a fuoco. Condividerà il nome, ereditato dal nonno paterno, con il futuro fratellastro, nato in un secondo matrimonio.

### Clarice Willow
- Clarice Willow (Polly Walker): Sacerdotessa di Atenae preside della scuola frequentata da Zoe, in realtà membro della setta monoteista terroristica dei Soldati dell'Unico.

### Altri personaggi
- Ben Stark (Avan Jogia): fidanzato di Zoe e membro della setta Soldati dell'Unico. Si fa esplodere in un attentato terroristico a sfondo religioso.
- Jordan Duram (Brian Markinson): agente del Dipartimento di Difesa Globale.
- Tomas Vergis (Roger Cross): rivale in affari di Daniel Graystone, il quale gli ruba il processore meta-cognitivo con cui riesce a far attivare il primo Cylone.
- Cyrus Xander (Hiro Kanagawa): assistente di Daniel Graystone alla Graystone Industries.
- Barnabus Greeley (James Marsters): leader di una cellula terroristica della setta Soldati dell'Unico.